# Le Tholy
Le Tholy ([lətoːli] ) est une commune française située dans le département des Vosges en région Grand Est. Elle est située dans le massif des Vosges dans la vallée de la Cleurie entre Remiremont et Gérardmer. Elle fait partie de la communauté de communes Gérardmer Hautes Vosges. Elle comprend environ 1 500 habitants, appelés les Cafrancs. Elle est divisée en quatre secteurs : le Centre, Bonnefontaine, Bouvacôte et le Rain Brice. Le centre du village est facilement reconnaissable par ses maisons bâties à flanc de montagne et son remarquable clocher à bulbe qui domine la vallée.
La production de fromages par la fromagerie Bongrain-Gérard est la principale activité économique du village. Le tourisme et le travail du bois sont deux autres secteurs importants. Le textile, autrefois activité importante, a aujourd’hui complètement disparu.

## Géographie

### Localisation
Le centre du village est bâti à flanc de montagne, sur l'adret de la vallée de la Cleurie, à mi-chemin entre Saint-Amé et Gérardmer dans le département des Vosges.
Les villes d'importance les plus proches sont Gérardmer à l'est à 11 km, Remiremont au sud-ouest à 18 km, Épinal au nord-ouest à 30 km et Saint-Dié-des-Vosges au nord à 39 km.
Les villes alentour plus éloignées et de taille plus importante sont Colmar à l'est à 65 km environ, Mulhouse au sud-est à 80 km environ, Nancy au nord à 100 km environ, Montbéliard au sud à 100 km environ, Bâle au sud-est à 115 km environ et Strasbourg au nord-est à 120 km environ.
| Tendon                             | Rehaupal                | Liézey                  |
| Cleurie                            | du Tholy                | Gérardmer               |
| La Forge, Le Syndicat (Julienrupt) | Vagney (Le Haut du Tôt) | Sapois (Le Haut du Tôt) |

### Division de la commune
Le Tholy possède une surface de 30 km2 environ découpée en quatre secteurs : le Centre, Bonnefontaine, Bouvacôte et le Rain Brice.

#### Le Centre
Le Centre est appelé ainsi parce qu'il est le centre administratif, économique et culturel de la commune. Au niveau géographique, le Centre est approximativement au centre du territoire communal mais ce ne fut pas toujours le cas : avant l'incorporation du secteur de Bouvacôte en 1977, le Centre était la partie sud de la commune. Il comprend notamment la mairie, l'église, les écoles, les commerces et la fromagerie Bongrain-Gérard.

#### Bonnefontaine
Bonnefontaine est le secteur le plus étendu de la commune, il comprend toute la partie ouest et nord du territoire communal. Le toponyme Bonnefontaine ferait référence à la présence d'une source d'eau de bonne qualité. Ce secteur permet de rejoindre Épinal via le col de Bonnefontaine (677 m).

#### Bouvacôte
Bouvacôte constitue la partie sud du territoire communal. Ce secteur permet de rejoindre le Haut du Tôt. Il comprend un relais de télévision au lieu-dit les Quatre Vents légèrement en contrebas du Haut de Bouvacôte.
Le secteur de Bouvacôte n'est rattaché au Tholy que depuis le décret du 24 octobre 1977 selon lequel « la section spéciale de Bouvacôte, dépendant de la commune de Vagney, canton de Saulxures-sur-Moselotte, arrondissement d'Épinal, d'une superficie de 735 ha 43 ares et 42 ca, est rattachée au Tholy, canton de Remiremont, même arrondissement. ».

#### Le Rain Brice
Le Rain Brice constitue la partie est du territoire communal. Ce secteur permet de rejoindre Gérardmer.

### Voies routières

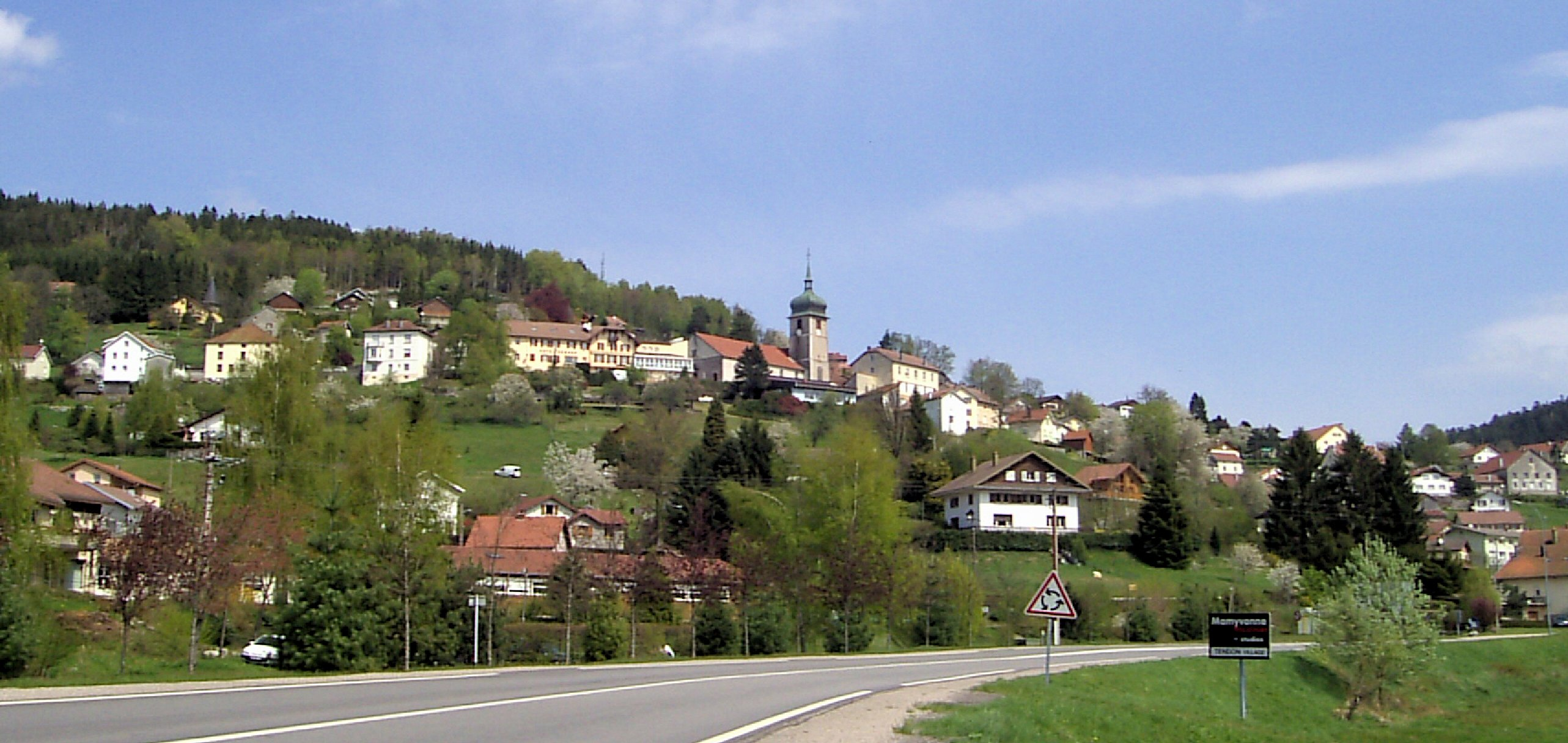
Vue du Tholy en arrivant par la D 417 depuis La Forge au sud-ouest.

Le Tholy est traversée dans sa partie basse dans la vallée de la Cleurie par la route départementale 417 (D 417), ancienne route nationale 417 datant de 1828, qui relie Remiremont à Gérardmer.
Depuis la D 417 (altitude 563 m), la D 11 traverse en montant le Centre puis Bonnefontaine jusqu'au col de Bonnefontaine (677 m) avant de descendre vers Tendon. La D 11 se dirige ensuite vers Docelles et Épinal.
Depuis la D 417 au Rain Brice, la D 30 permet de rejoindre Rehaupal, Liézey et Granges-sur-Vologne.
Depuis le rond-point de Noirpré sur la D 417, une petite route, appelée route de Bouvacôte dans sa première partie puis route du Haut du Tôt dans sa deuxième partie, permet de relier le hameau du Haut du Tôt.

### Topographie
Le village est situé en moyenne montagne dans le massif des Vosges. Le point le plus bas de la commune se situe au nord-ouest sur le Barba à la limite avec Rehaupal à 482 m au lieu-dit Belle Vue. Le point le plus bas dans la vallée de la Cleurie se situe au confluent du ruisseau de la Pissoire et de la Cleurie à 500 m au lieu-dit la Peute Goutte sur la limite du Tholy, de La Forge et de Julienrupt (commune du Syndicat). Le point culminant se situe au sud-est au lieu-dit les Grandes Roches à 893 m dans le secteur de Bouvacôte. Le centre du village se situe à 600 m au niveau de l'église.
Les principaux sommets sont :
- Les Grandes Roches 893 m - Secteur Bouvacôte
- La Charme de l'Ormont 829 m - Secteur Bonnefontaine
- Les Brûleux 827 m - Secteur Bouvacôte
- Le Gazon du Cerisier 817 m - Secteur Bouvacôte
- Le Haut de Bouvacôte 816 m - Secteur Bouvacôte - Relais de télévision
- Les Schlèfes 799 m - Secteur Rain Brice - Relais de télévision
- Le Pillet 779 m - Secteur Bonnefontaine
- La Tête des Sots 779 m - Secteur Bonnefontaine
- Le Haut Vacon 771 m - Secteur Centre
- Le Bois de Botte Côte 759 m - Secteur Rain Brice

### Hydrographie et les eaux souterraines
Hydrogéologie et climatologie : Système d’information pour la gestion des eaux souterraines du bassin Rhin-Meuse :
Territoire communal : Occupation du sol (Corinne Land Cover); Cours d'eau (BD Carthage),
Géologie : Carte géologique; Coupes géologiques et techniques,
 Hydrogéologie : Masses d'eau souterraine; BD Lisa; Cartes piézométriques.
La commune est située dans le bassin versant du Rhin au sein du bassin Rhin-Meuse. Elle appartient au bassin de la Moselle (par conséquent au bassin du Rhin) par la Cleurie, affluent de la Moselotte, et par le Barba, affluent de la Vologne.
- La Cleurie d'une longueur totale de 18,9 km, dont le nom signifie « Clair Rupt » ou « Clair Ruisseau », prend sa source sur le territoire de la commune de Gérardmer, de la confluence de deux ruisseaux : la goutte du Corsaire et la goutte du Noir Rupt. Elle reçoit sur sa droite le ruisseau de Liézey, traverse Le Tholy par le Rain Brice, la Basse et Noirpré puis longe La Forge, Le Syndicat et Cleurie, puis rejoint la rive droite de la Moselotte à Saint-Amé , après avoir traversé sept communes[5].
- les ruisseaux[6],[Carte 1] :

de la Cleurie.
le Barba, affluent de la Vologne, d'une longueur totale de 15,7 km, prend sa source dans la commune de Liézey et se jette dans la Vologne à Docelles. Après avoir traversé la gorge du Trou-de-l'Enfer au Tholy il arrose  a huit communes (Rehaupal, Laveline-du-Houx, Tendon, la Neuveville-devant-Lépanges, Faucompierre, Xamontarupt et Docelles où il se jette dans la Vologne. Le Barba reçoit le Scouet sur sa rive gauche, au lieu-dit la Poirie sur la limite Tendon-Faucompierre).
le Cellet.
Goutte du Roulier.
de Berlingoutte.
de la Froide Fontaine.
de la Pissoire.
le Noir Rupt.
le Scouet prend naissance au Tholy de deux branches dont l'une sort du secteur Faing-la-biche et l'autre du secteur des Trois-Rupts. Le Scouet franchit, quelques kilomètres en amont du Barba, deux chutes d'eau, la Grande Cascade de Tendon et la Petite Cascade de Tendon. La Grande Cascade, située sur la limite Le Tholy-Tendon, possède une hauteur de chute de 32 mètres. La Petite Cascade est située en aval dans la commune de Tendon.

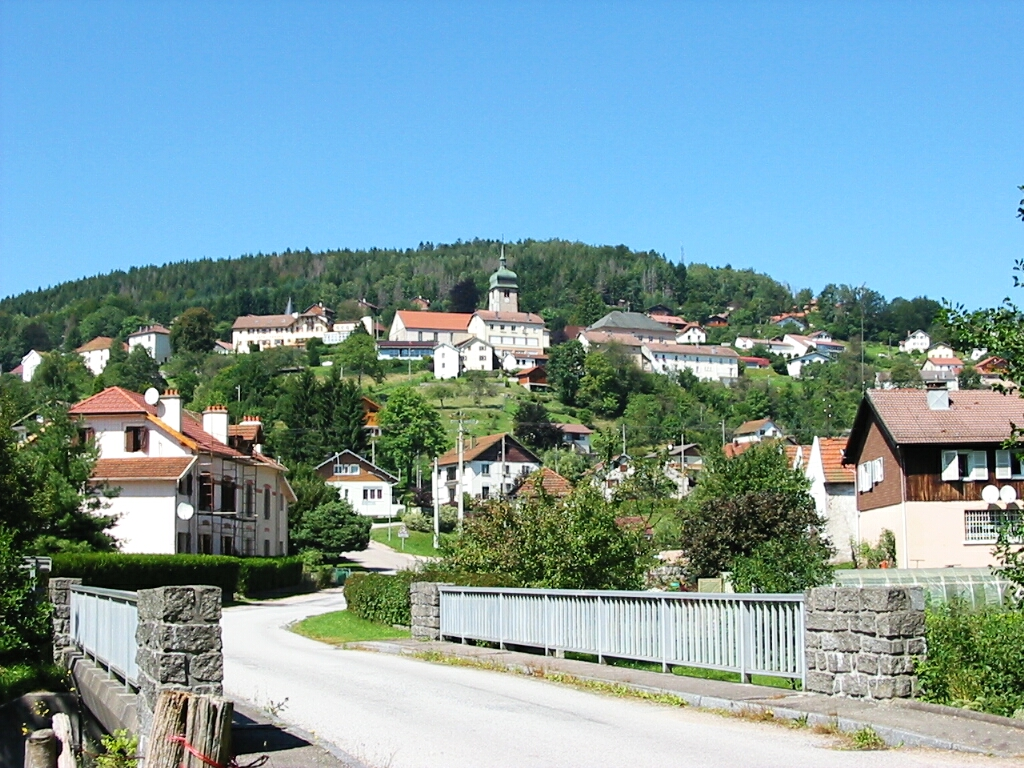
Pont sur la Cleurie à Noirpré.
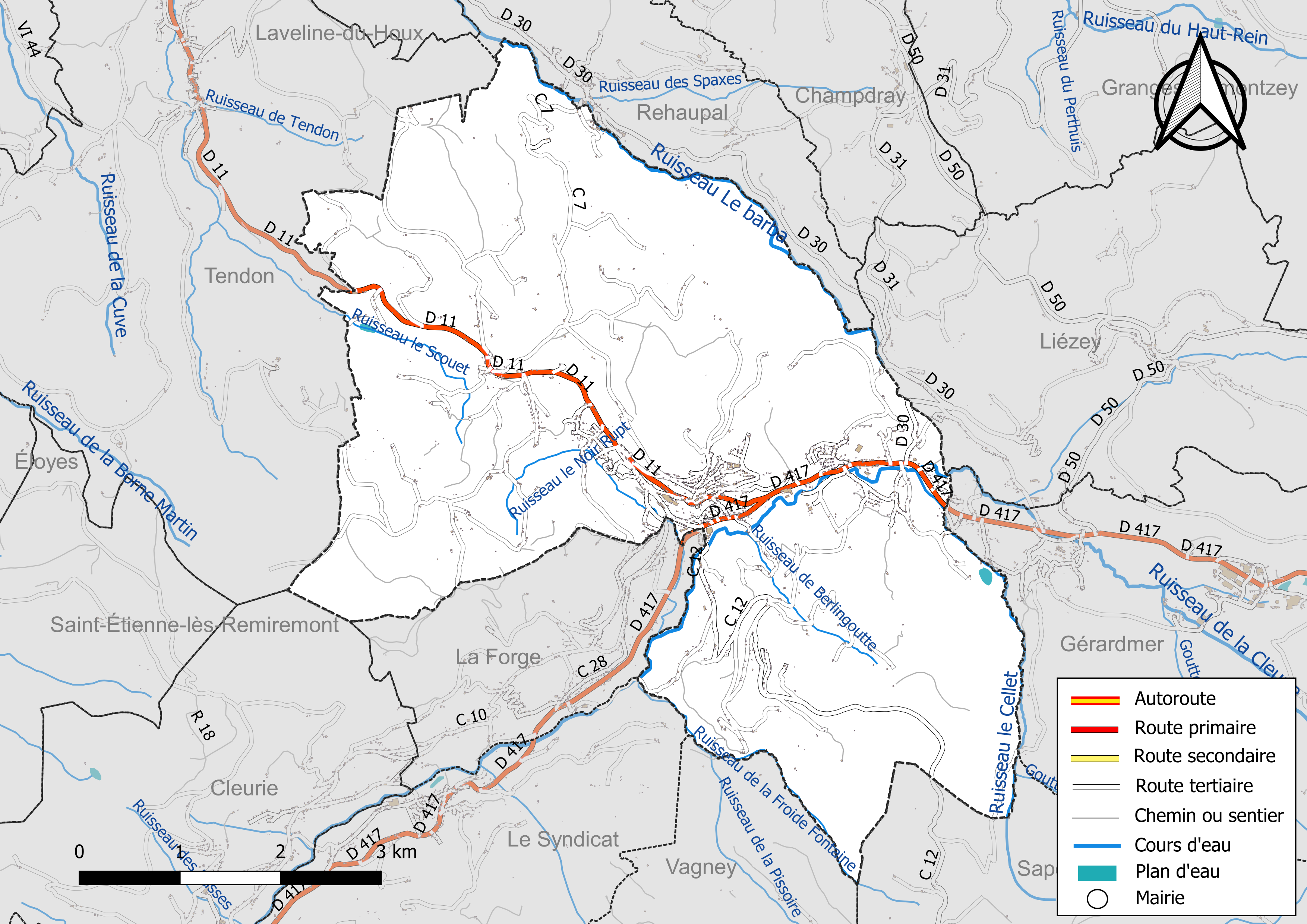
Réseaux hydrographique et routier du Le Tholy.

La qualité des cours d’eau peut être consultée sur un site dédié géré par les agences de l’eau et l’Agence française pour la biodiversité.

### Climat
Pour des articles plus généraux, voir Climat du Grand Est et Climat des Vosges.
En 2010, le climat de la commune est de type climat de montagne, selon une étude du Centre national de la recherche scientifique s'appuyant sur une série de données couvrant la période 1971-2000. En 2020, Météo-France publie une typologie des climats de la France métropolitaine dans laquelle la commune est exposée à un climat semi-continental et est dans la région climatique  Vosges, caractérisée par une pluviométrie très élevée (1 500 à 2 000 mm/an) en toutes saisons et un hiver rude (moins de 1 °C). 
Pour la période 1971-2000, la température annuelle moyenne est de 8,7 °C, avec une amplitude thermique annuelle de 16,8 °C. Le cumul annuel moyen de précipitations est de 1 631 mm, avec 14,5 jours de précipitations en janvier et 11,4 jours en juillet. Pour la période 1991-2020, la température moyenne annuelle observée sur la station météorologique de Météo-France la plus proche, « Vagney », sur la commune de Vagney à 9 km à vol d'oiseau, est de 8,8 °C et le cumul annuel moyen de précipitations est de 1 472,7 mm. 
La température maximale relevée sur cette station est de 34,5 °C, atteinte le 25 juillet 2019 ; la température minimale est de −19,4 °C, atteinte le 20 décembre 2009,,. 
Les paramètres climatiques de la commune ont été estimés pour le milieu du siècle (2041-2070) selon différents scénarios d'émission de gaz à effet de serre à partir des nouvelles projections climatiques de référence DRIAS-2020. Ils sont consultables sur un site dédié publié par Météo-France en novembre 2022.

### Environnement
Comme souvent dans les vallées glaciaires de la montagne vosgienne la forêt domine, l'épicéa et le sapin sont rois. Ils sont l'environnement essentiel des nombreuses balades que l'on pratique aux alentours et de manière générale c'est le vert qui domine ce coquet village.

## Urbanisme

### Typologie
Au 1er janvier 2024, Le Tholy est catégorisée commune rurale à habitat dispersé, selon la nouvelle grille communale de densité à sept niveaux définie par l'Insee en 2022.
Elle appartient à l'unité urbaine de Vagney, une agglomération intra-départementale regroupant dix  communes, dont elle est une commune de la banlieue,,. Par ailleurs la commune fait partie de l'aire d'attraction de Gérardmer, dont elle est une commune de la couronne,. Cette aire, qui regroupe 13 communes, est catégorisée dans les aires de moins de 50 000 habitants,.

### Occupation des sols
L'occupation des sols de la commune, telle qu'elle ressort de la base de données européenne d’occupation biophysique des sols Corine Land Cover (CLC), est marquée par l'importance des forêts et milieux semi-naturels (65,4 % en 2018), une proportion sensiblement équivalente à celle de 1990 (65,7 %). La répartition détaillée en 2018 est la suivante : 
forêts (65,4 %), prairies (23,5 %), zones agricoles hétérogènes (7,5 %), zones urbanisées (2,4 %), mines, décharges et chantiers (1,2 %). L'évolution de l’occupation des sols de la commune et de ses infrastructures peut être observée sur les différentes représentations cartographiques du territoire : la carte de Cassini (XVIIIe siècle), la carte d'état-major (1820-1866) et les cartes ou photos aériennes de l'IGN pour la période actuelle (1950 à aujourd'hui).

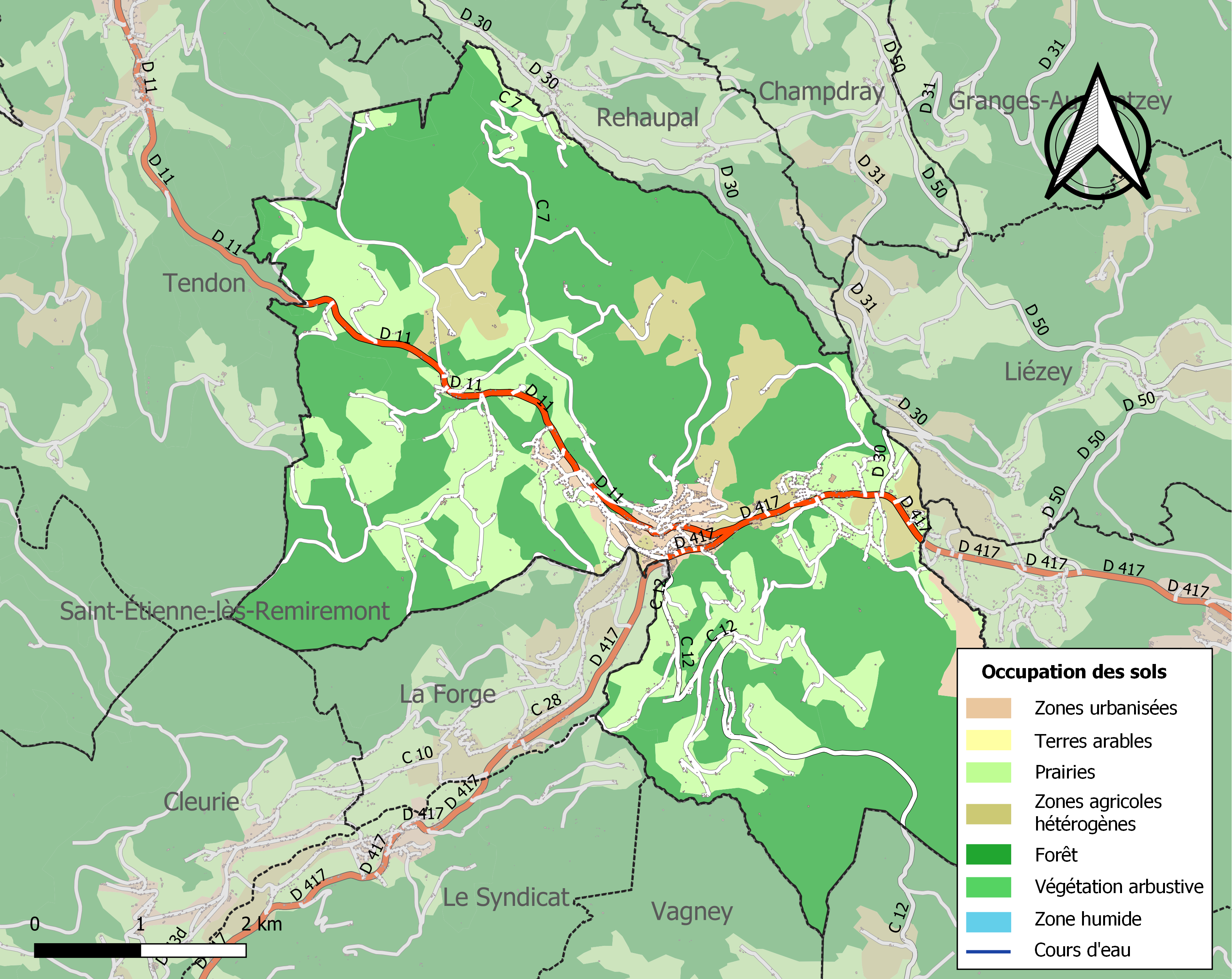
Carte des infrastructures et de l'occupation des sols de la commune en 2018 (CLC).

## Toponymie

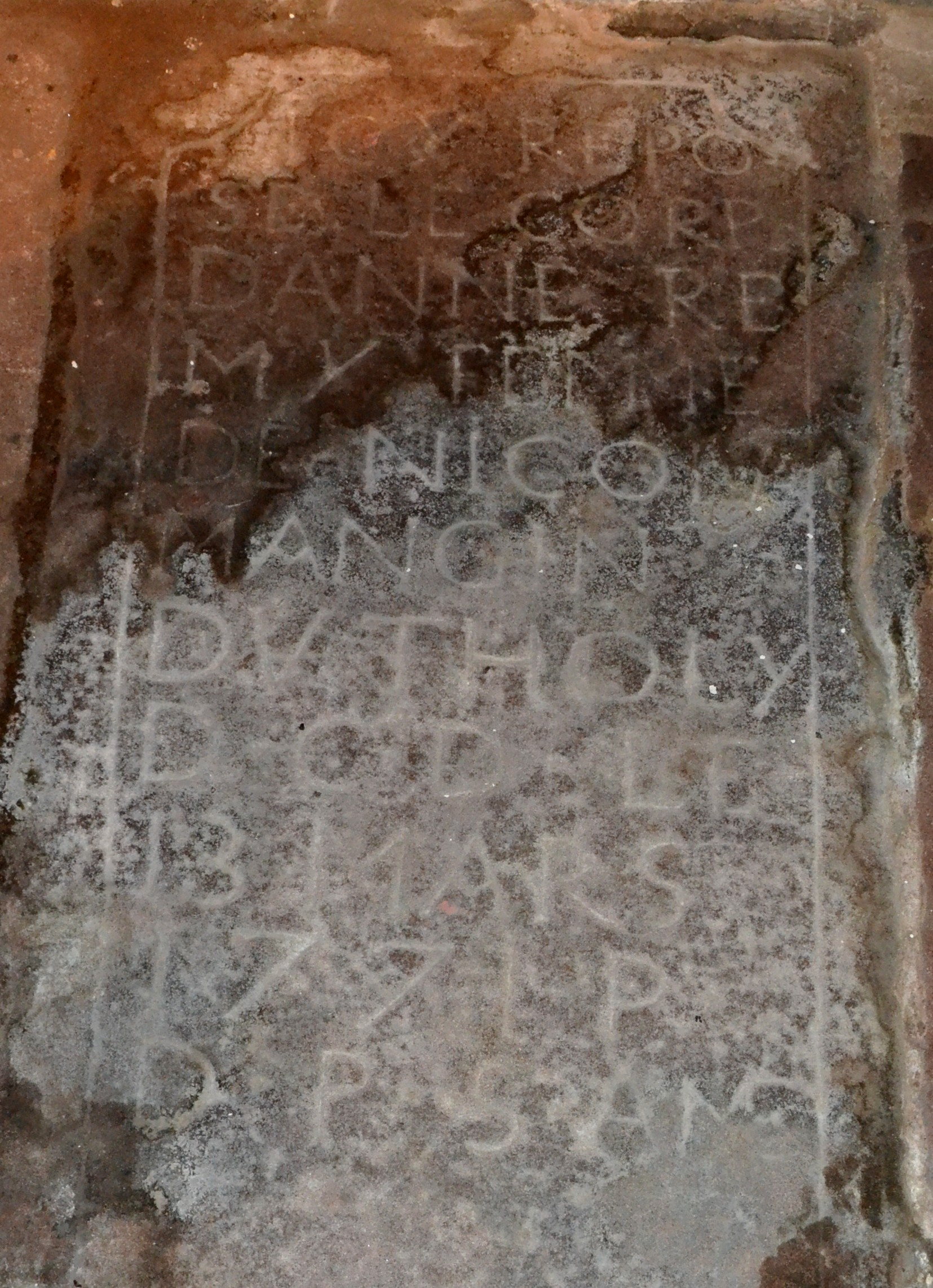
Pierre tombale dans l'église, première mention connue de l'orthographe actuelle « Tholy ». Il est écrit : ICY REPOSE LE CORP D'ANNE REMY FEMME DE NICOLA MANGIN DV THOLY D•C•D• LE 13 MARS 1771 P•D•P•S•AME.

Le nom de la localité est attesté sous les formes Le ruix dit Tollys (1530) ; Le ruz du Tolly (1554) ; Le rux de Tollys (1593) ; Tolly (1664) ; Le Tollit ou Tolly, du ban de Saint Joseph (1711) ; Le finage de Tolly (1721) ; Le Toly, Tuus Locus (1768) ; Le Tolly ou St-Joseph (1779) ; Le Tholy (1790) ; Ban-Saint-Joseph (an II) ; Le Tholy (1790), contenu dans une pièce d'un procès-verbal donnant pour la première fois l'orthographe actuelle. Tout au moins dans les archives car elle figure sur une pierre tombale du 13 mars 1771 à l'intérieur de l'église.

Le nom Tholy semble provenir de la présence d'un atelier de fabrique de tuiles dans « Le Vieux Tholy ». En effet, en patois local le « teuli » désignait l'ouvrier tuilier. Un ouvrier tuilier serait venu s'établir là où est cette localité ; on aurait dit , en parlant de l'habitation de cet ouvrier : « chez lo vie teuli, ( chez le vieux tuilier ) ». Cet atelier a pu être fixé au lieu-dit « Le Vieux Tholy ( Le Vieux Teuli ) » à un endroit recelant un banc de terre argileuse où l'on a reconnu l'emplacement d'un four de cuisson avec des débris d'argile cuite.

## Histoire

### Début du peuplement auXVesiècle
Le nom du village, Le Ruix dit Tôllys, est attesté dès 1530. Le Tholy faisait partie du bailliage de Remiremont. Il est impossible d'indiquer quand Le Tholy a commencé à être habité. Une maison datant de 1411 a existé au lieu-dit Demangestat. Le titre de propriété le plus ancien date de 1532 et la maison la plus ancienne porte la date de 1590. Tout porte à croire que c'est au XVe siècle que le Tholy a commencé à être peuplé. Il est toutefois probable que les forêts abritaient depuis des siècles un certain nombre de bûcherons plus ou moins isolés.

### XVIIesiècle

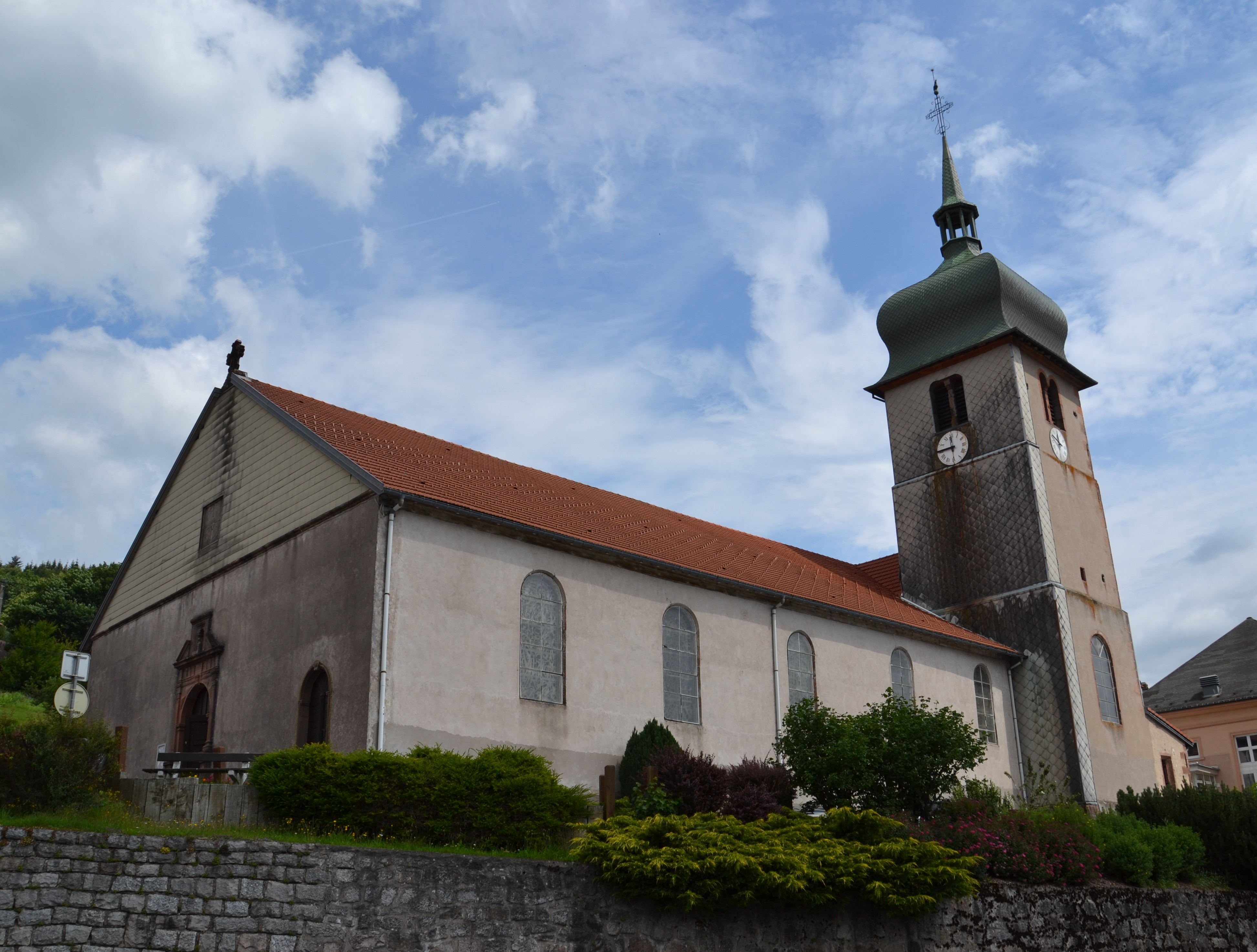
Église Saint-Joseph.

Le Tholy fut érigé en paroisse le 16 décembre 1663 par saint Pierre Fourier. Celle-ci dépendit du doyenné de Remiremont jusqu’en 1777.
En 1669, Didier Virion de Nibles, seigneur de They-sous-Vaudemont, conseiller du duc de Lorraine Charles IV, fait une donation pour établir une mission à l'emplacement actuel du Tholy mais sous le nom de « Ban de Saint-Joseph ». C'est seulement après la Révolution française que la commune adoptera le nom de « Le Tholy ».

### XVIIIesiècleà nos jours
De 1790 à l’an IX, Le Tholy a fait partie du district de Remiremont et du canton de Vagney.

## Politique et administration

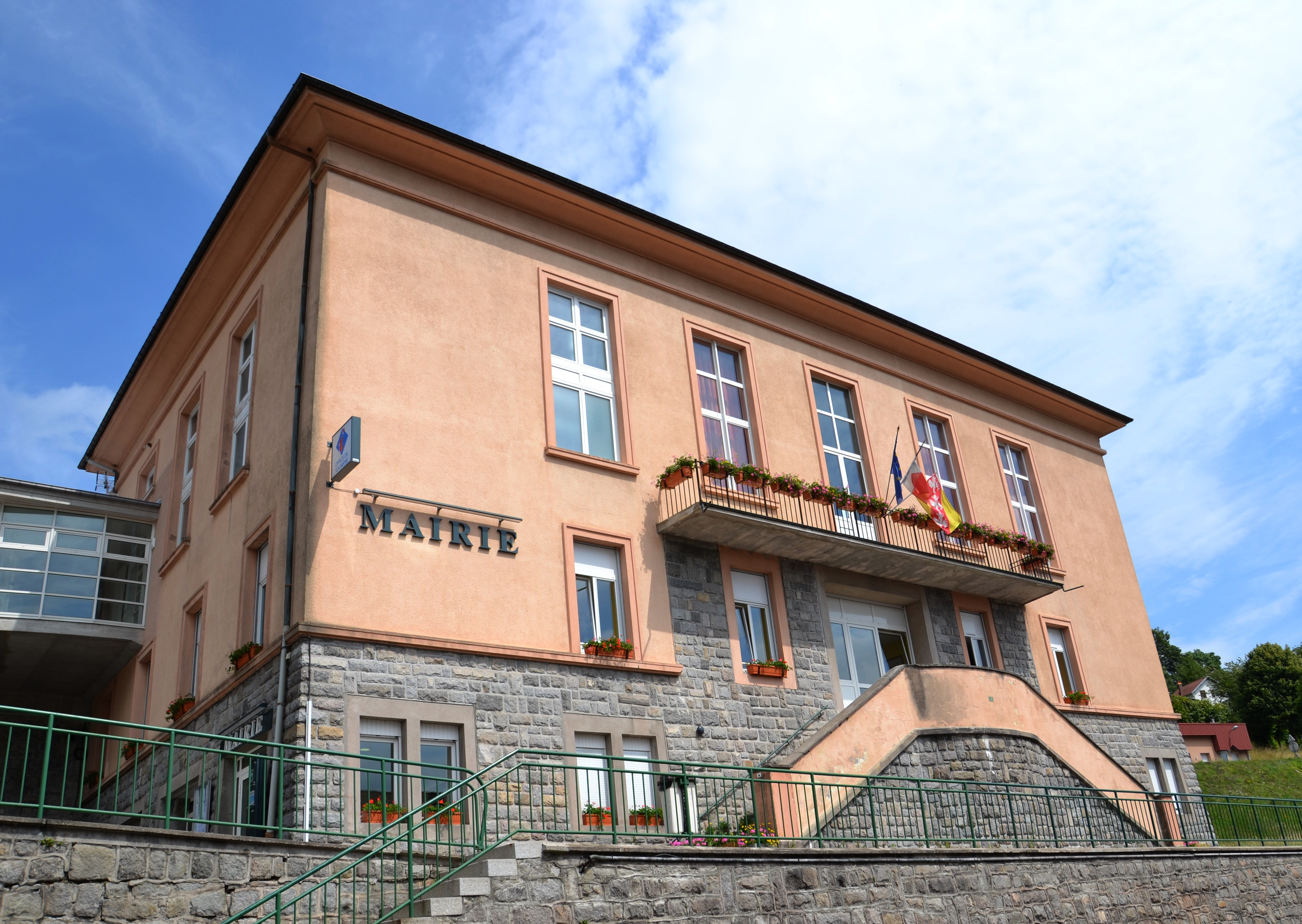
La mairie au Centre.

En 2022, le budget de la commune était constitué ainsi :
- total des produits de fonctionnement : 1 925 000 €, soit 1 204 € par habitant ;
- total des charges de fonctionnement : 1 644 000 €, soit 1 029 € par habitant ;
- total des ressources d’investissement : 359 000 €, soit 224 € par habitant ;
- total des emplois d’investissement : 1 347 000 €, soit 843 € par habitant.
- endettement : 749 000 €, soit 469 € par habitant.

Avec les taux de fiscalité suivants :
- taxe d’habitation : 21,59 % ;
- taxe foncière sur les propriétés bâties : 37,44 % ;
- taxe foncière sur les propriétés non bâties : 21,57 % ;
- taxe additionnelle à la taxe foncière sur les propriétés non bâties : 68,75 % ;
- cotisation foncière des entreprises : 18,53 %.

Chiffres clés Revenus et pauvreté des ménages en 2021 : médiane en 2021 du revenu disponible, par unité de consommation : 22 760 €.

### Liste des maires
| Période                                  | Période                   | Identité                   | Étiquette | Qualité                     |
| ---------------------------------------- | ------------------------- | -------------------------- | --------- | --------------------------- |
| Les données manquantes sont à compléter. |                           |                            |           |                             |
| 1888                                     | 1908                      | Augustin Durand            |           |                             |
| 1908                                     | 1919                      | Émile Claudot              |           |                             |
| 1919                                     | 1925                      | Constant Miclot            |           |                             |
| 1925                                     | 1938                      | Léon Marchal               |           |                             |
| 1938                                     | 1945                      | Alphonse Ferry             |           |                             |
| 1945                                     | 1961                      | Maurice Demange            |           |                             |
| 1961                                     | mars 1977                 | Louis Marcot               |           |                             |
| mars 1977                                | mars 1983                 | Christian Remy (1934-2022) |           | Professeur de mathématiques |
| mars 1983                                | mars 1989                 | Gilbert Pierre             |           |                             |
| mars 1989                                | mars 2001                 | Bernard Demange            |           |                             |
| mars 2001                                | mars 2008                 | Jean-Marie Bégel           | DVD       |                             |
| mars 2008                                | mars 2020                 | François Nourry            |           |                             |
| mars 2020                                | En cours (au 1 mars 2022) | Anicet Jacquemin           |           |                             |

### Intercommunalité
Le Tholy fait partie de la Communauté de communes Gérardmer Hautes Vosges, créée en 2022 et qui comprend huit communes.
La communauté de communes fait elle-même partie du Pays de la Déodatie, créé le 28 février 2005, qui regroupe des communes de la région de Saint-Dié-des-Vosges. Ces communes sont situées à l'est du département des Vosges sauf trois situées en Meurthe-et-Moselle.

### Jumelages
Onhaye (Belgique) depuis septembre 1981
La charte du jumelage est signée le dimanche 13 septembre 1981 par Christian Remy (maire du Tholy), Jean-Marie Tisserant (président du Comité des fêtes du Tholy), Jean Mathieu (bourgmestre de Onhaye) et Jean-Pierre Colin (président du comité des fêtes de Onhaye), en présence d'une foule nombreuse de Cafrancs et de Walerois (habitants de Onhaye),.

## Population et société

### Étymologie du gentilé
Les habitants du Tholy sont appelés les Cafrancs. Le gentilé Cafranc date du XVIIIe siècle. À cette époque, un homme très pieux du Tholy parcourait chaque dimanche dix kilomètres à pied pour assister à la messe à l'église de Saint-Amé. Les habitants de cette petite ville, admiratifs devant le courage de cet homme, lui offrirent un verre d'alcool de mirabelle. Le dimanche suivant, l'homme du Tholy n'avait pas oublié le geste des habitants de Saint-Amé et, dès la sortie de la messe, il les invita au café pour leur offrir à son tour un verre de mirabelle. Les habitants de Saint-Amé, heureux de ce geste, s'écrièrent en patois : « E lé bouane houre, é lé ca franc ! », ce qui signifie : « À la bonne heure, il est correct ! ». C'est de cette anecdote que provient le mot Cafranc.

### Démographie

#### Évolution démographique
Le premier chiffre donnant un aperçu de la population date de 1631 et concerne une partie du ban de Tendon qui forme aujourd'hui la presque totalité de la commune du Tholy. Il indique une population de 500 à 600 habitants.
D'après d'anciens titres, on voit que les premiers habitants cherchaient d'abord l'endroit qui leur paraissait le plus commode pour s'installer puis l'entouraient de pierres ou de clôtures en bois. La nécessité de se procurer l'eau indispensable conditionnait l'emplacement de la demeure du paysan, ce qui explique la dissémination de l'habitat, contrairement aux villages de la plaine vosgienne où le creusement d'un puits obligeait le regroupement autour de l'unique point d'eau. Généralement, l'eau arrivait par gravitation dans une fontaine placée à proximité immédiate de l'habitation. Pour avoir la jouissance des terrains, les nouveaux habitants adressaient une requête au duc de Lorraine dans laquelle ils désignaient le lieu où ils étaient établis et la quantité de terres qu'ils désiraient posséder, ce qui leur était toujours accordé en payant annuellement un cens.
Un deuxième chiffre de 600 habitants est donné sur la population en 1663, lorsque les censitaires de 97 habitations du Tholy et de ses environs se réunissent pour faire parvenir à l’évêque de Toul et au duc de Lorraine, des suppliques demandant l'autorisation de faire édifier une église à leurs frais et dépens. À partir de 1700, la population augmente considérablement. En 1730, la population était d'environ 1300 habitants. La cause de cet accroissement pendant cette période est due à la facilité que le gouvernement d'alors donnait aux habitants de bâtir où bon leur semblait et de défricher les terres incultes moyennant le paiement du cens. Dès 1750, la population du Tholy est restée à peu près stationnaire. Les causes principales sont l'interdiction faite par l'autorité locale de bâtir sur les terrains de la commune et les maladies qui déciment de nombreuses familles.
La population augmente au XIXe siècle jusqu’en 1886 où elle atteint cette année-là le maximum de 1 570 habitants, puis diminue progressivement avant d'augmenter de nouveau pour arriver à 1356 en 1975 (sans compter la section de Bouvacôte qui n'est rattachée au Tholy qu'en 1977). Il faut rechercher la cause de cette diminution dans la désertification des campagnes pour les villes. Depuis 1978, après le rattachement de Bouvacôte, la population a légèrement augmenté jusqu'à atteindre 1 596 habitants en 2008.

L'évolution du nombre d'habitants est connue à travers les recensements de la population effectués dans la commune depuis 1793. Pour les communes de moins de 10 000 habitants, une enquête de recensement portant sur toute la population est réalisée tous les cinq ans, les populations de référence des années intermédiaires étant quant à elles estimées par interpolation ou extrapolation. Pour la commune, le premier recensement exhaustif entrant dans le cadre du nouveau dispositif a été réalisé en 2006.

En 2022, la commune comptait 1 495 habitants, en évolution de −5,44 % par rapport à 2016 (Vosges : −2,96 %, France hors Mayotte : +2,11 %).
| 1793  | 1800 | 1806  | 1821  | 1831  | 1836  | 1841  | 1846  | 1856  |
| ----- | ---- | ----- | ----- | ----- | ----- | ----- | ----- | ----- |
| 1 100 | 838  | 1 003 | 1 137 | 1 361 | 1 399 | 1 508 | 1 389 | 1 338 |

| 1861  | 1866  | 1876  | 1881  | 1886  | 1891  | 1896  | 1901  | 1906  |
| ----- | ----- | ----- | ----- | ----- | ----- | ----- | ----- | ----- |
| 1 401 | 1 510 | 1 562 | 1 602 | 1 570 | 1 424 | 1 281 | 1 329 | 1 327 |

| 1911  | 1921  | 1926  | 1931  | 1936  | 1946  | 1954  | 1962  | 1968  |
| ----- | ----- | ----- | ----- | ----- | ----- | ----- | ----- | ----- |
| 1 337 | 1 183 | 1 201 | 1 136 | 1 303 | 1 137 | 1 287 | 1 513 | 1 543 |

| 1975  | 1982  | 1990  | 1999  | 2006  | 2011  | 2016  | 2021  | 2022  |
| ----- | ----- | ----- | ----- | ----- | ----- | ----- | ----- | ----- |
| 1 552 | 1 583 | 1 541 | 1 556 | 1 538 | 1 573 | 1 581 | 1 515 | 1 495 |

#### Pyramide des âges
En 2018, le taux de personnes d'un âge inférieur à 30 ans s'élève à 28,2 %, soit en dessous de la moyenne départementale (31,2 %). À l'inverse, le taux de personnes d'âge supérieur à 60 ans est de 33,4 % la même année, alors qu'il est de 31,0 % au niveau départemental.
En 2018, la commune comptait 784 hommes pour 782 femmes, soit un taux de 50,06 % d'hommes, légèrement supérieur au taux départemental (48,69 %).
Les pyramides des âges de la commune et du département s'établissent comme suit.
| Hommes | Classe d’âge | Femmes |
| ------ | ------------ | ------ |
| 0,7    | 90 ou +      | 1,2    |
| 8,9    | 75-89 ans    | 12,2   |
| 21,8   | 60-74 ans    | 21,9   |
| 23,0   | 45-59 ans    | 21,9   |
| 15,7   | 30-44 ans    | 16,2   |
| 11,4   | 15-29 ans    | 10,1   |
| 18,5   | 0-14 ans     | 16,4   |

| Hommes | Classe d’âge | Femmes |
| ------ | ------------ | ------ |
| 0,8    | 90 ou +      | 2,3    |
| 8,1    | 75-89 ans    | 11,6   |
| 20,5   | 60-74 ans    | 21     |
| 21,1   | 45-59 ans    | 20,4   |
| 16,9   | 30-44 ans    | 16,2   |
| 16     | 15-29 ans    | 13,7   |
| 16,5   | 0-14 ans     | 14,9   |

### Enseignement
Le Tholy dispose d'une école maternelle appelée Les Primevères, ouverte en 1985, d'une école primaire appelée École du Centre, ouverte en 1951,, et d'un collège appelé collège Guillaume-Apollinaire, ouvert en 1974,.

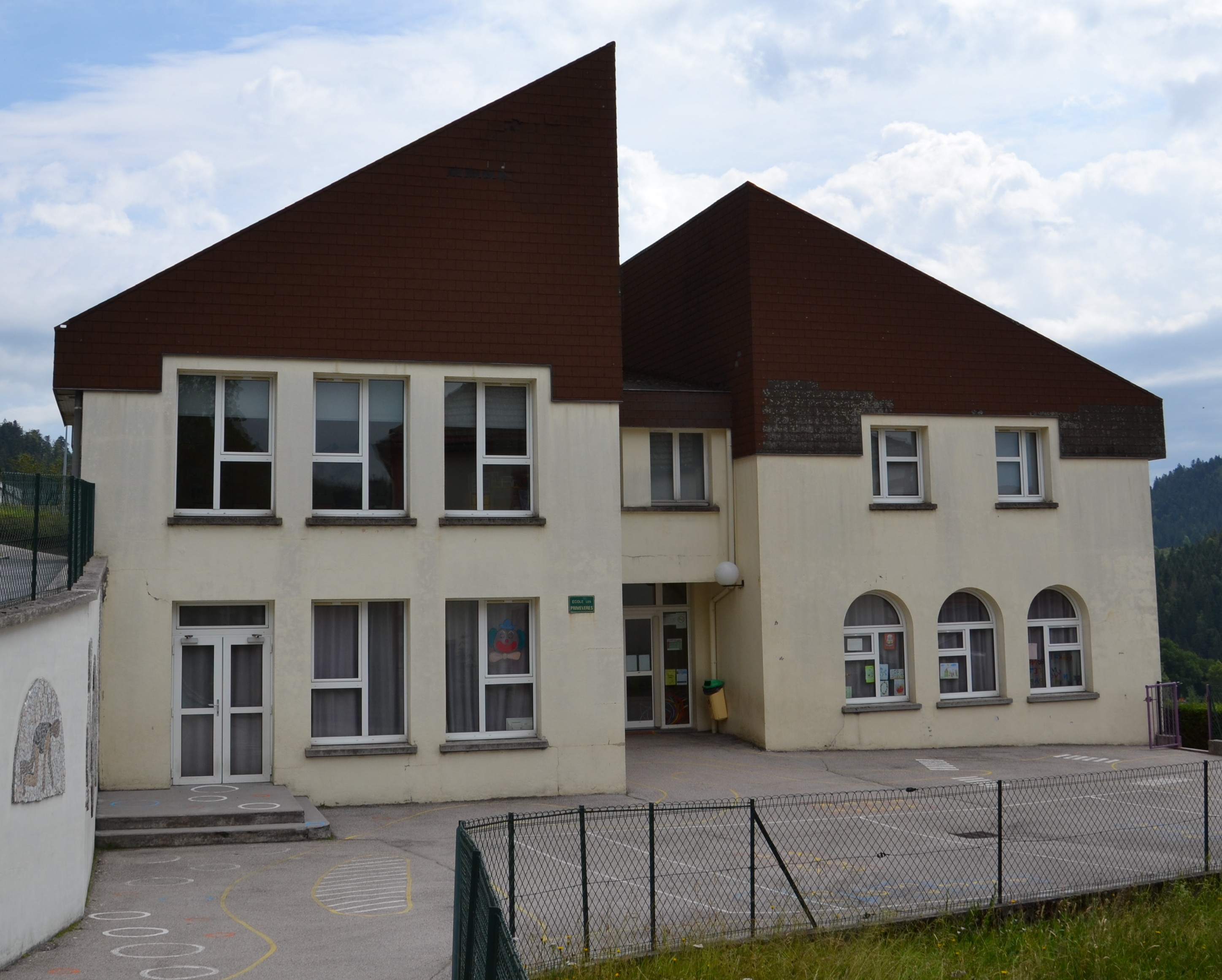
Les Primevères.
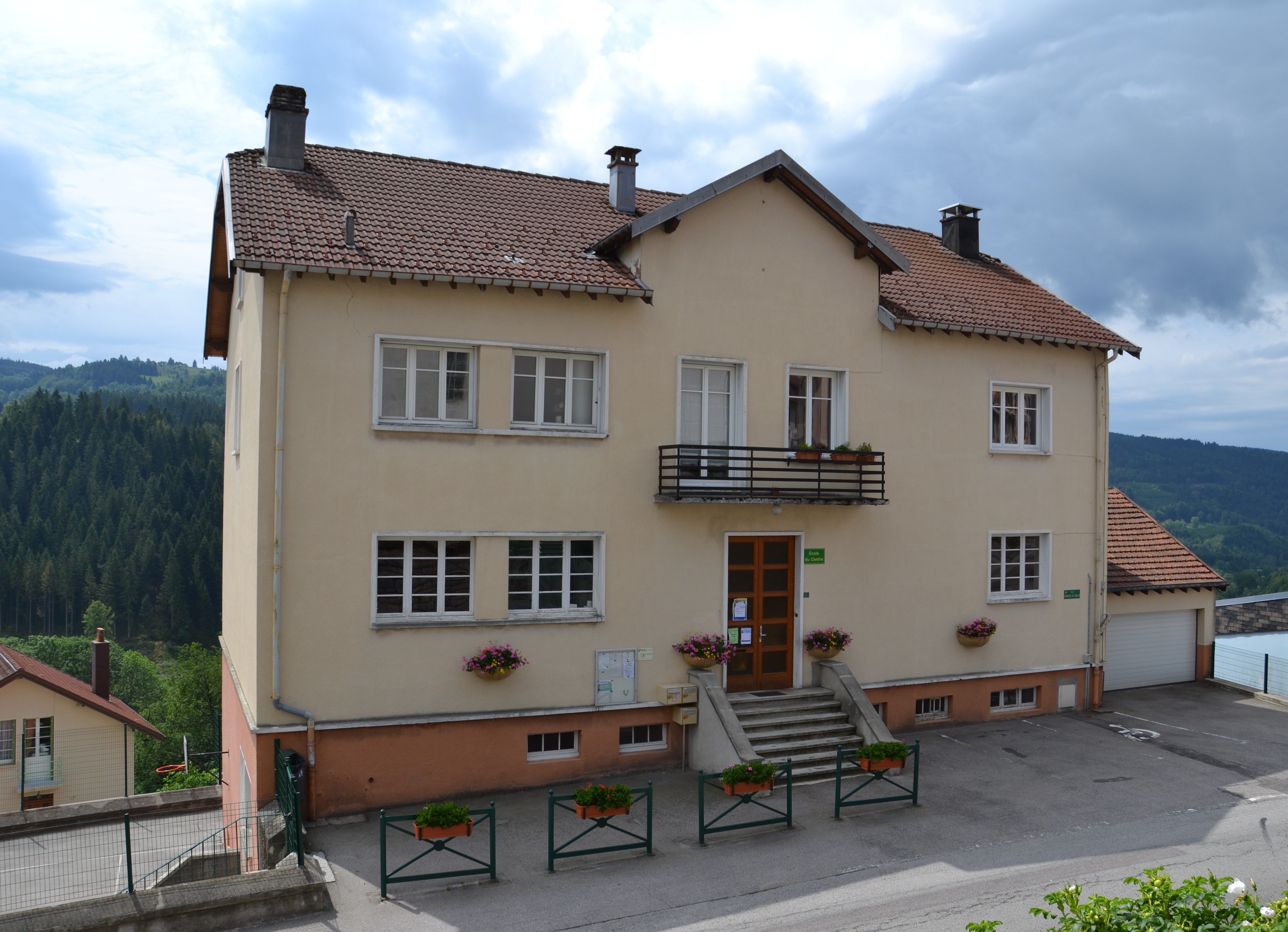
École du Centre.
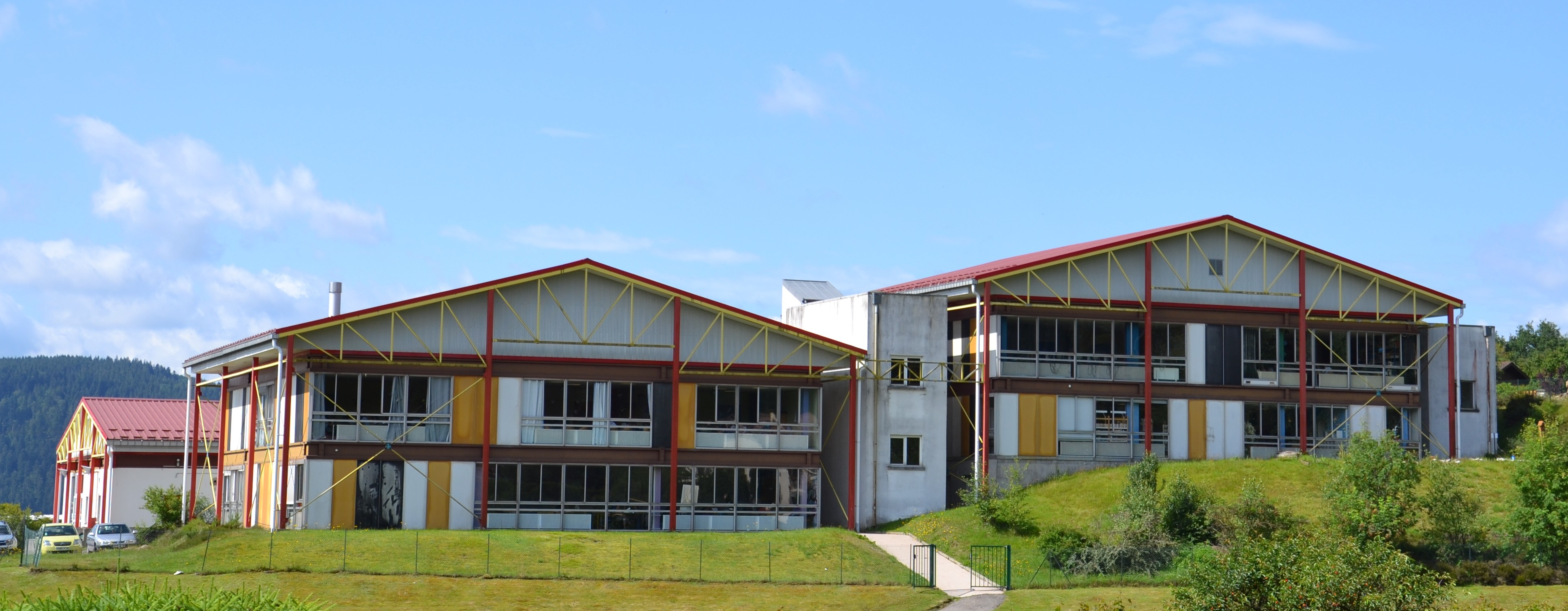
Collège Guillaume-Apollinaire.

Auparavant, il existait quatre autres écoles primaires réparties sur la commune : l'école de Bonnefontaine (1861-199?), l'école de Bouvacôte (1865-1992), l'école de filles située au Centre (1881-1986) et l'école du Rain Brice (1959-1992).

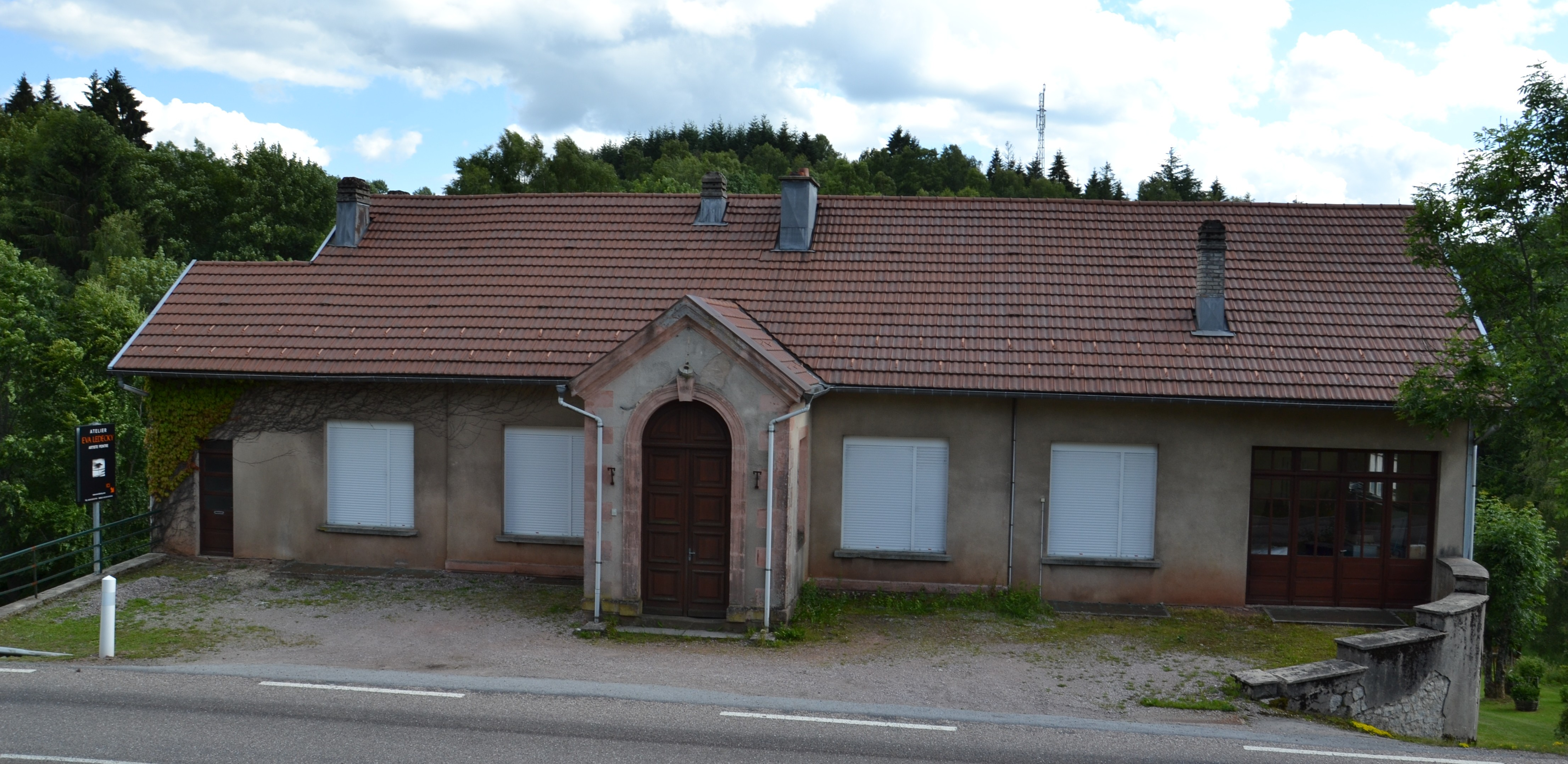
Ancienne école de Bonnefontaine.
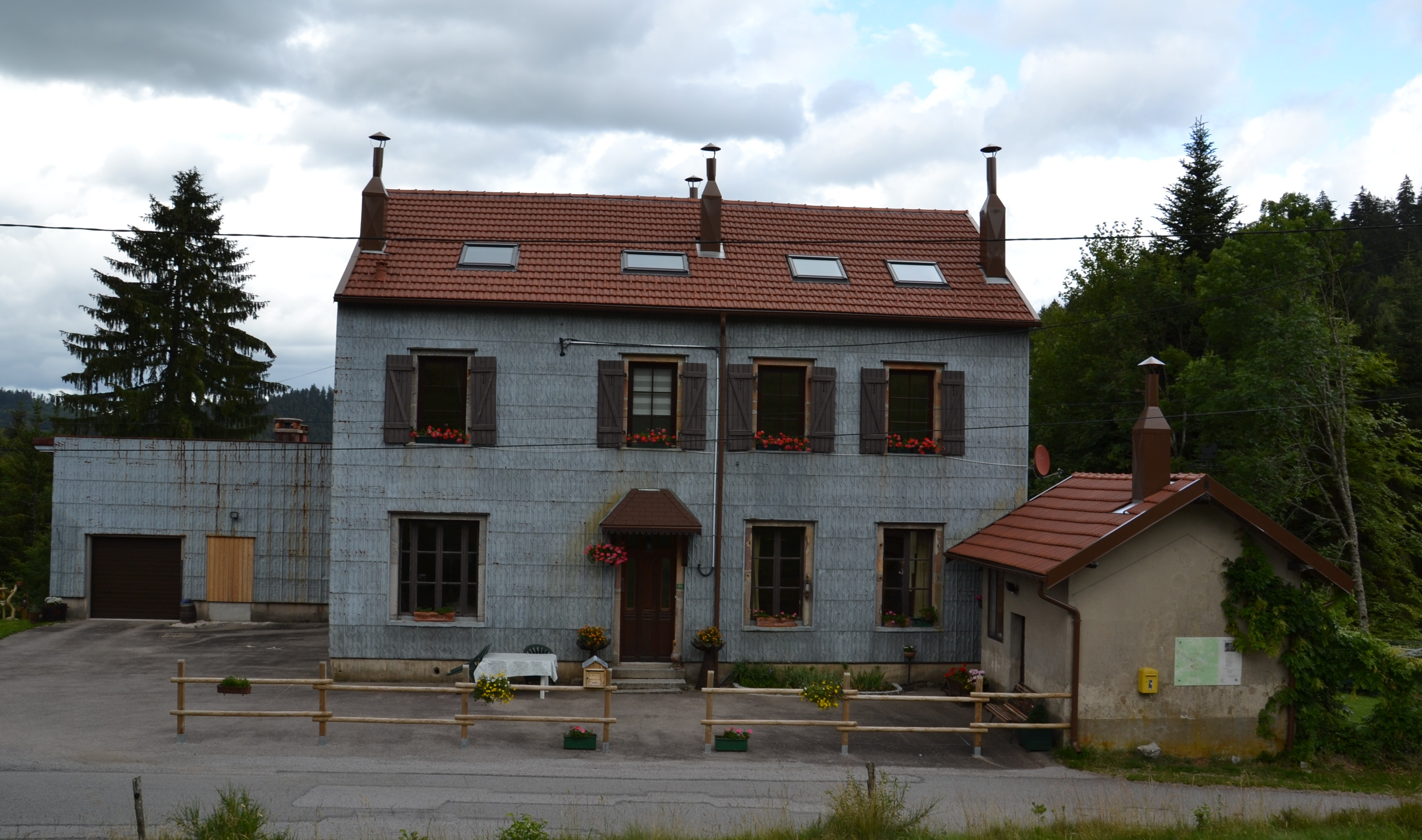
Ancienne école de Bouvacôte.
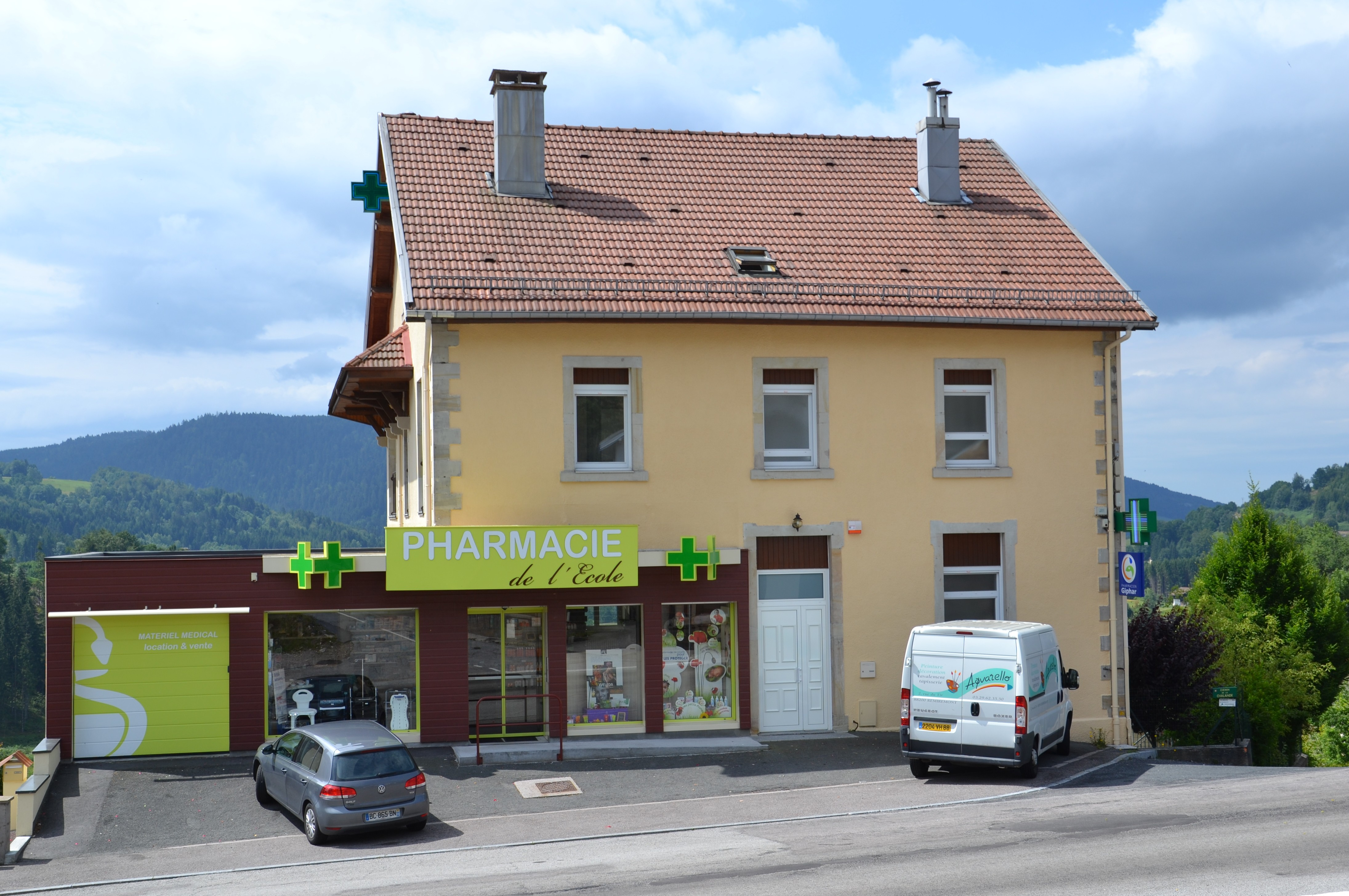
Ancienne école de filles.
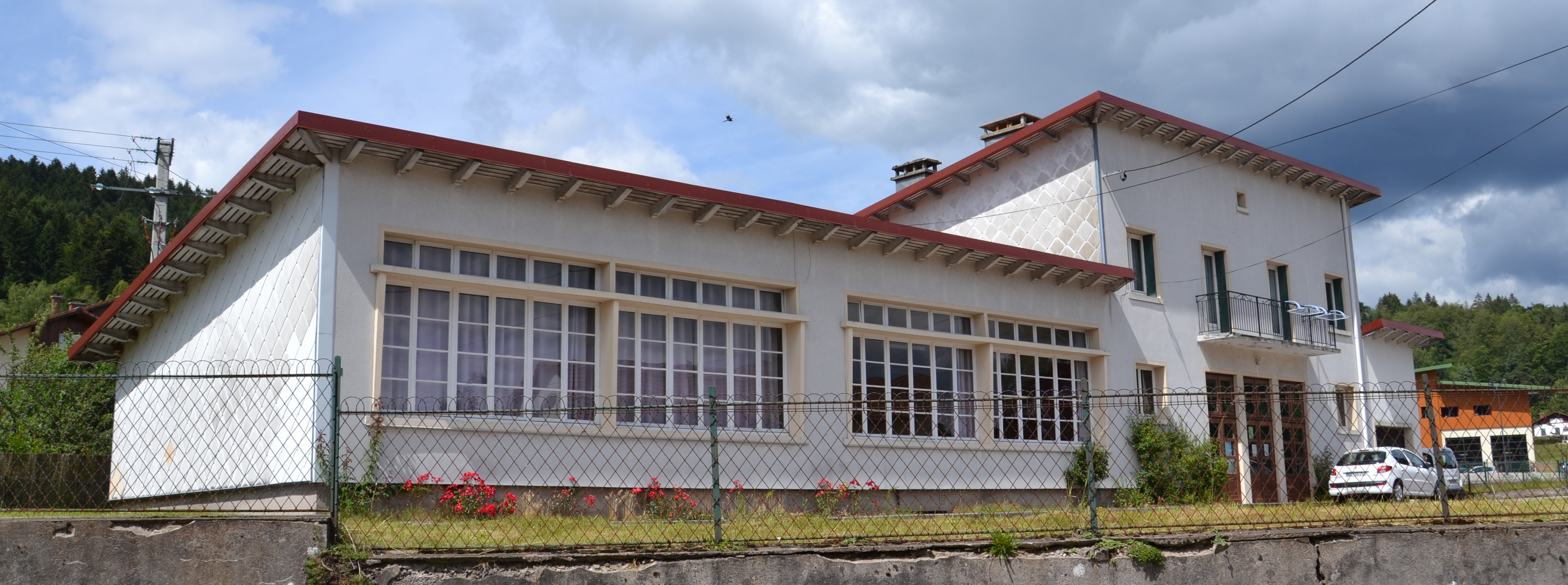
Ancienne école du Rain Brice.

### Sports

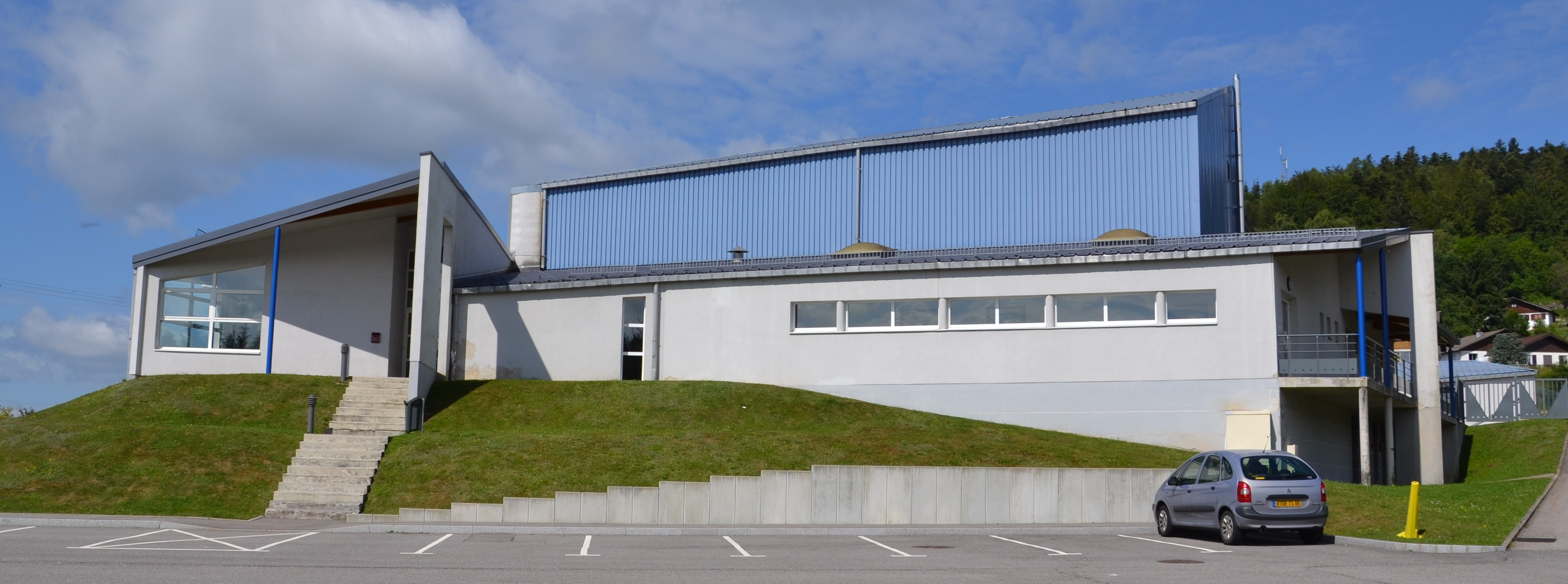
Gymnase intercommunal du Tholy.

Le Tholy possède un gymnase intercommunal situé à proximité du collège Guillaume-Apollinaire.
Depuis 1988, la commune possède un terrain de football aménagé à Noir-Rupt sur une parcelle achetée à la société Bongrain-Gérard le 10 octobre 1980. Les vestiaires-sanitaires ont été construits en 1990.

## Économie
Les ressources du village proviennent essentiellement de la fromagerie Bongrain-Gérard, de la station gourmande du vosgien gourmet, du tourisme et du travail du bois.

### Activités actuelles

#### La fromagerie Bongrain-Gérard

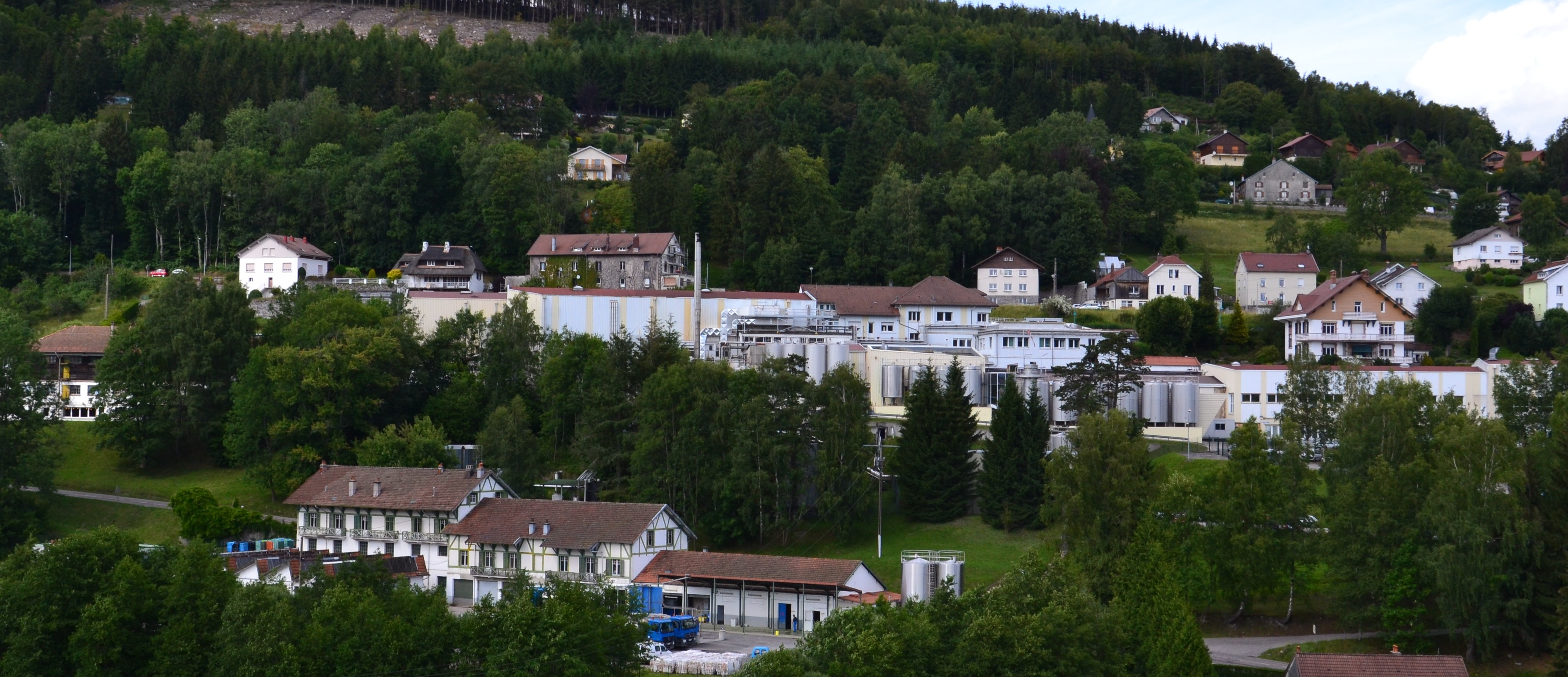
Fromagerie Bongrain-Gérard.

La fromagerie a été créée en 1898 par Eugène Gérard qui lui laisse son nom jusqu'en 1970, année où le groupe Bongrain reprend l'usine qui devient ainsi la fromagerie Bongrain-Gérard. En 1981, la fromagerie emploie 257 personnes et traite journellement 200 000 litres de lait collectés dans les exploitations agricoles de la région, allant jusqu'à 250 000 litres aux moments de forte production laitière.

#### La Maison Louis
La Maison Louis, affineurs en Munster fermier où l'on peut y voir, dans une salle ultra moderne, un véritable cinéma 3D olfaltif accolé à leur Boutique des saveurs, un film relatant la vie à la ferme autrefois dans les Hautes-Vosges avec des senteurs qui sont diffusées tout au long du film.

#### La menuiserie Lecomte
Depuis 1920, trois générations se sont succédé dans la continuité des traditions tout en développant des solutions innovantes dans la fabrication de menuiseries durables pour l'habitat.

#### La station gourmande du vosgien gourmet
Le Vosgien Gourmet est une épicerie fine en ligne mettant à l’honneur le terroir du Massif vosgien ainsi que les producteurs lorrains qui continuent à perpétuer la tradition des produits régionaux.

### Activités disparues

#### Exploitation du granite
Le granite a été exploité de la seconde moitié du XIXe siècle à la Seconde Guerre mondiale. Il était utilisé pour fabriquer des pavés qui étaient ensuite acheminés par le tramway jusqu'à la gare de Remiremont. De là, ils étaient expédiés dans les grandes agglomérations pour paver le sol des rues et des trottoirs. Le « Gris de Bouvacôte » aussi appelé « Granit gris à grande taches du Tholy » servait à fabriquer des monuments, de même que le « Gris » issu des carrières à ciel ouvert du Champblay, du Pillet, du Haut-Vacon, de Botte-Côte, du Blancfaing ou de roches mises au jour en fouillant le sol des champs ou des forêts. Des vestiges de ces extractions demeurent encore visibles de nos jours.

#### Textile
À la fin du XVIIIe siècle, Le Tholy comprend une production artisanale de toile mais aucune industrie. À cette époque, de nombreuses maisons possédaient un métier de tisserand pour fabriquer différentes sortes de toiles (toile de lin, etc). La vente de ces toiles, fabriquées avec de la matière première produite à la ferme, permettaient d'enrichir les familles.
Le premier tissage industriel est créé par Jean-Nicolas Gérard à la Basse en 1843 et prend le nom de tissage Gérard-Blaison. Auparavant le manufacturier faisait fabriquer de la toile par les fermiers de la région à leur domicile respectif puis la revendait. En 1873, le tissage emploie 72 ouvriers pour 37 métiers. L'usine travaille le chanvre et le lin. Le blanchiment s'effectue sur place en utilisant l'eau de la Cleurie. En 1905, le nombre d'ouvriers n'est plus que de 50. Le tissage est ensuite repris par François Hans et prend donc le nom d’Établissement François Hans. Dans les années 1950, l'usine abandonne son activité de blanchiment sur pré. À cause de la mauvais conjoncture économique, l'établissement ferme définitivement en décembre 1989 alors qu'il compte 49 salariés. En 1991, les bâtiments sont à nouveau occupés par la menuiserie Lecomte,.
Un second tissage de 200 métiers est mis en service à Noirpré en 1857 par Mohy et Cie venus d'Alsace. On y travaille le coton. Le tissage change plusieurs fois de nom au cours des décennies et devient Établissement Walter-Seitz en 1935 jusqu'à sa fermeture en 1952. En 1873, il employait 150 personnes faisant fonctionner 212 métiers. En 1905, 120 ouvriers suffisaient déjà pour faire tourner l'usine. Les bâtiments, repris par la fromagerie Gérard, abriteront sous leur toit la fabrication de yaourts, puis le négoce de produits d'alimentation sous la dénomination de Société Cleurie. Les locaux abritent actuellement la Société Disal qui vend des produits alimentaires aux particuliers,.
En 1938, Julien Juppont fonde un atelier de confection de linge de maison qui s'agrandit au cours du temps. En 1993, l'atelier Juppont-Gury, situé au-dessus de l'actuelle école maternelle Les primevères, employait 28 ouvrières qui travaillaient dans un bâtiment moderne et spacieux. L'atelier est fermé depuis 2010.

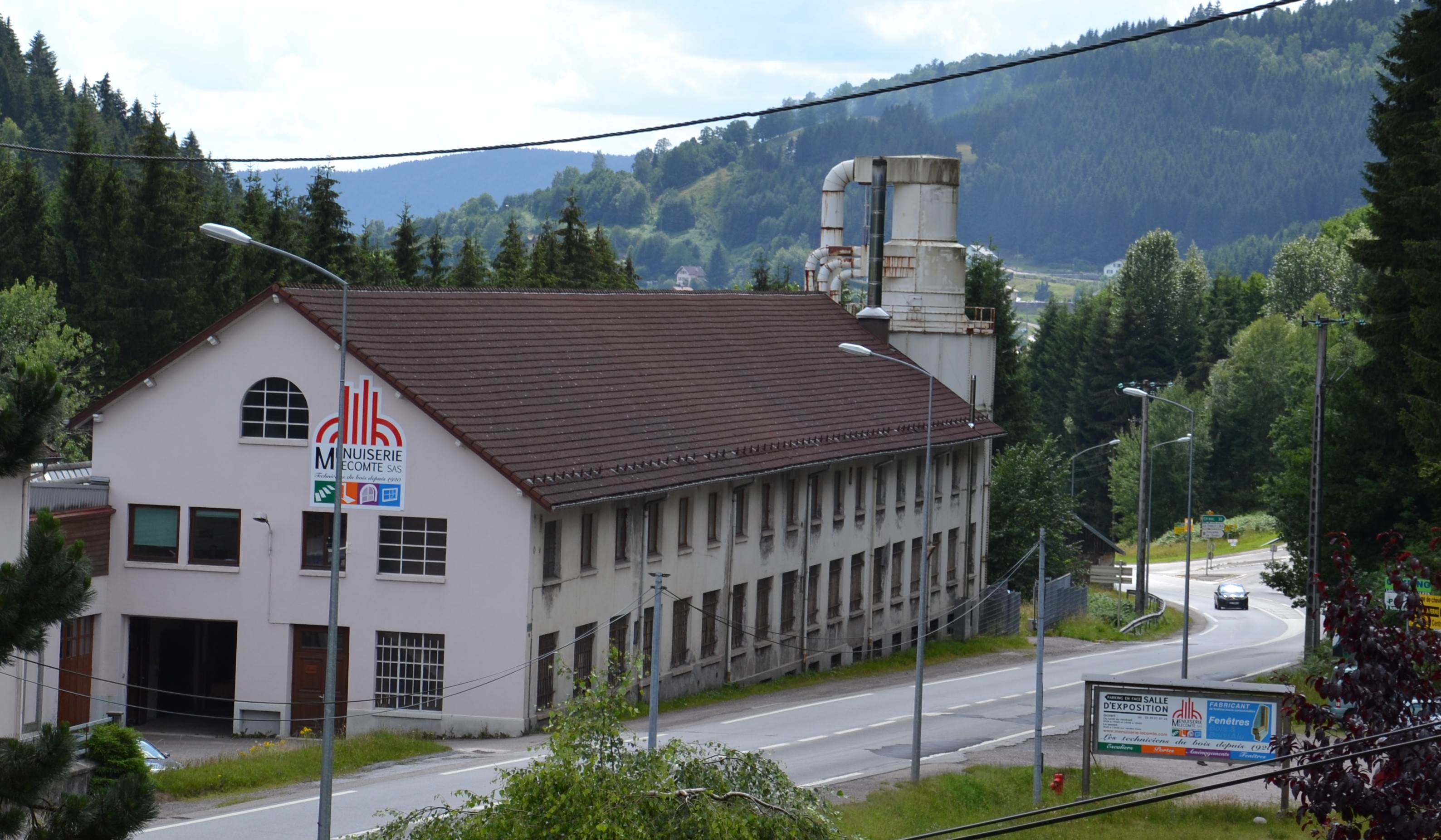
Ancien tissage de la Basse, actuelle menuiserie Lecomte.
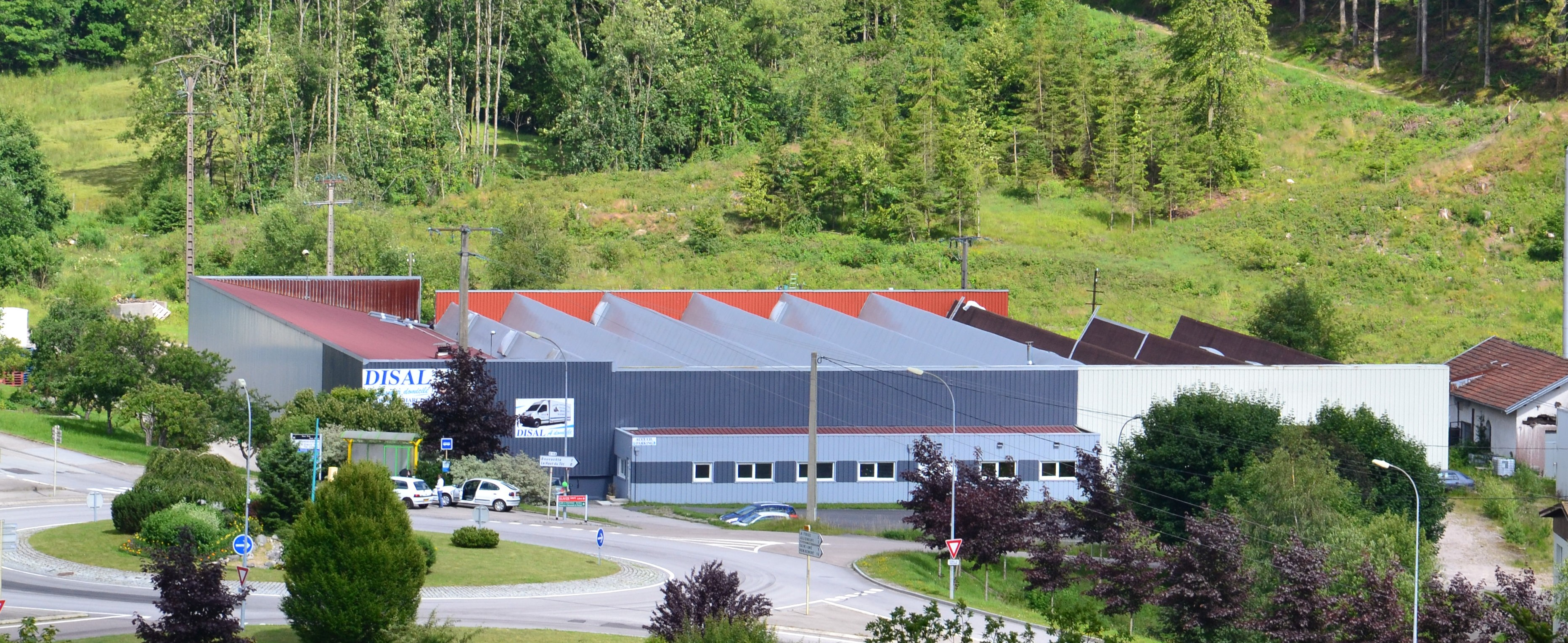
Ancien tissage de Noirpré, actuelle société Disal.
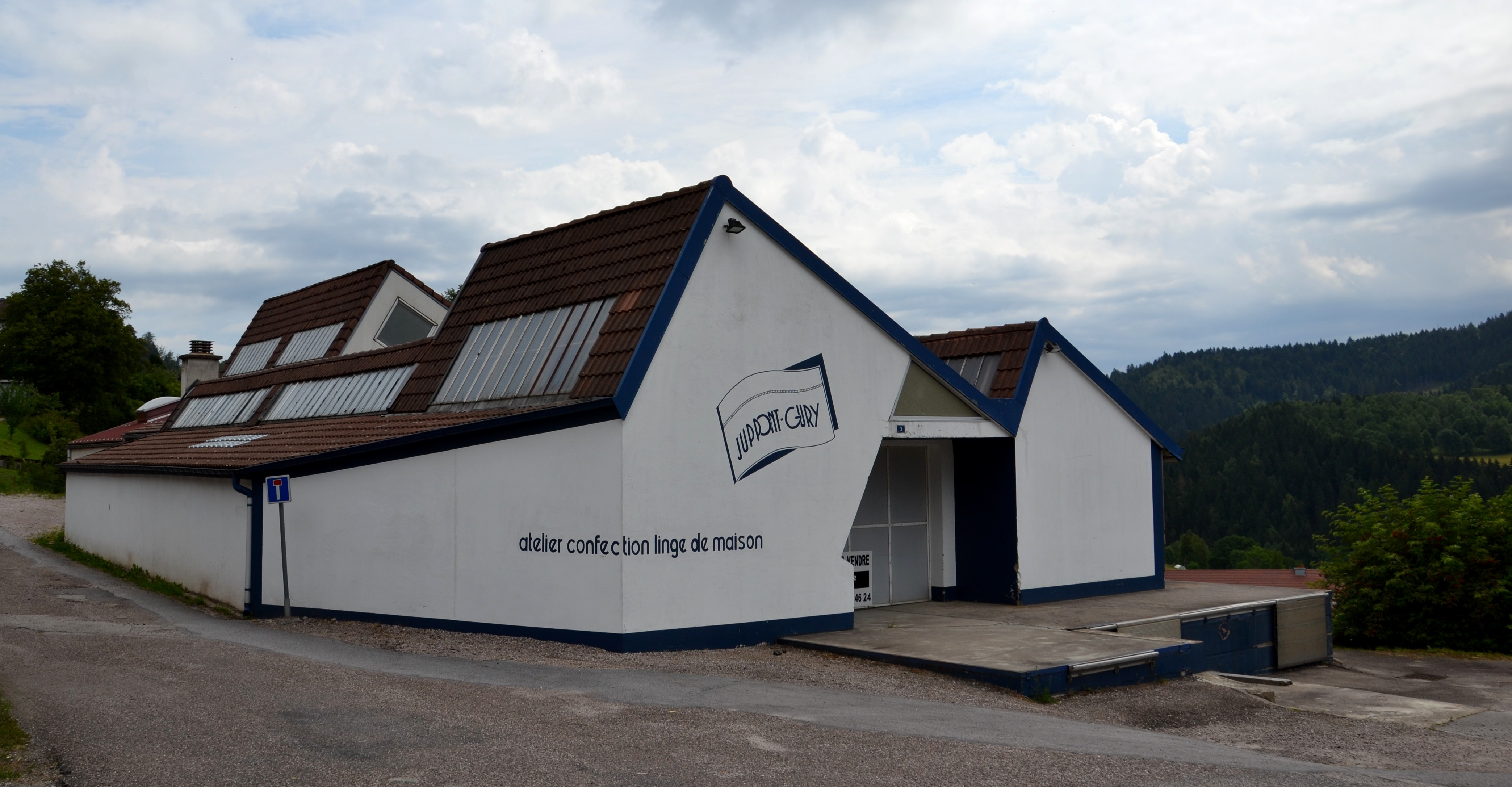
Atelier de confection Juppont-Gury, désormais fermé.

## Culture locale et patrimoine

### Lieux et monuments

#### Monuments
- Le clocher à bulbe de l'église Saint-Joseph (inscrite sur l'inventaire supplémentaire des monuments historiques) par arrêté du 10 février 2014[68],[69], a été refait après la Seconde Guerre mondiale. L'orgue a été réalisé en 1958 par Roethinger[70],[71].
- La Vierge au manteau ou Notre-Dame du bon secours, en bois polychrome (1760), située dans l'église, classée monument historique depuis décembre 1948. C'est une statue de 70 cm de haut taillée dans un bois léger représentant la Vierge, debout, pieds nus. Sous son manteau, elle abrite en deux groupes 14 jeunes filles représentant les enfants de Marie de la paroisse[72].
- La chapelle Notre-Dame du Tholy de forme circulaire a été consacrée le 22 septembre 1946. Elle abrite la statue de Notre-Dame du Tholy, œuvre du sculpteur Jean Parisse[73].
- Les croix sur la commune[74].
- L'ancienne scierie hydrauliques à cadre de Berlingoutte[75].

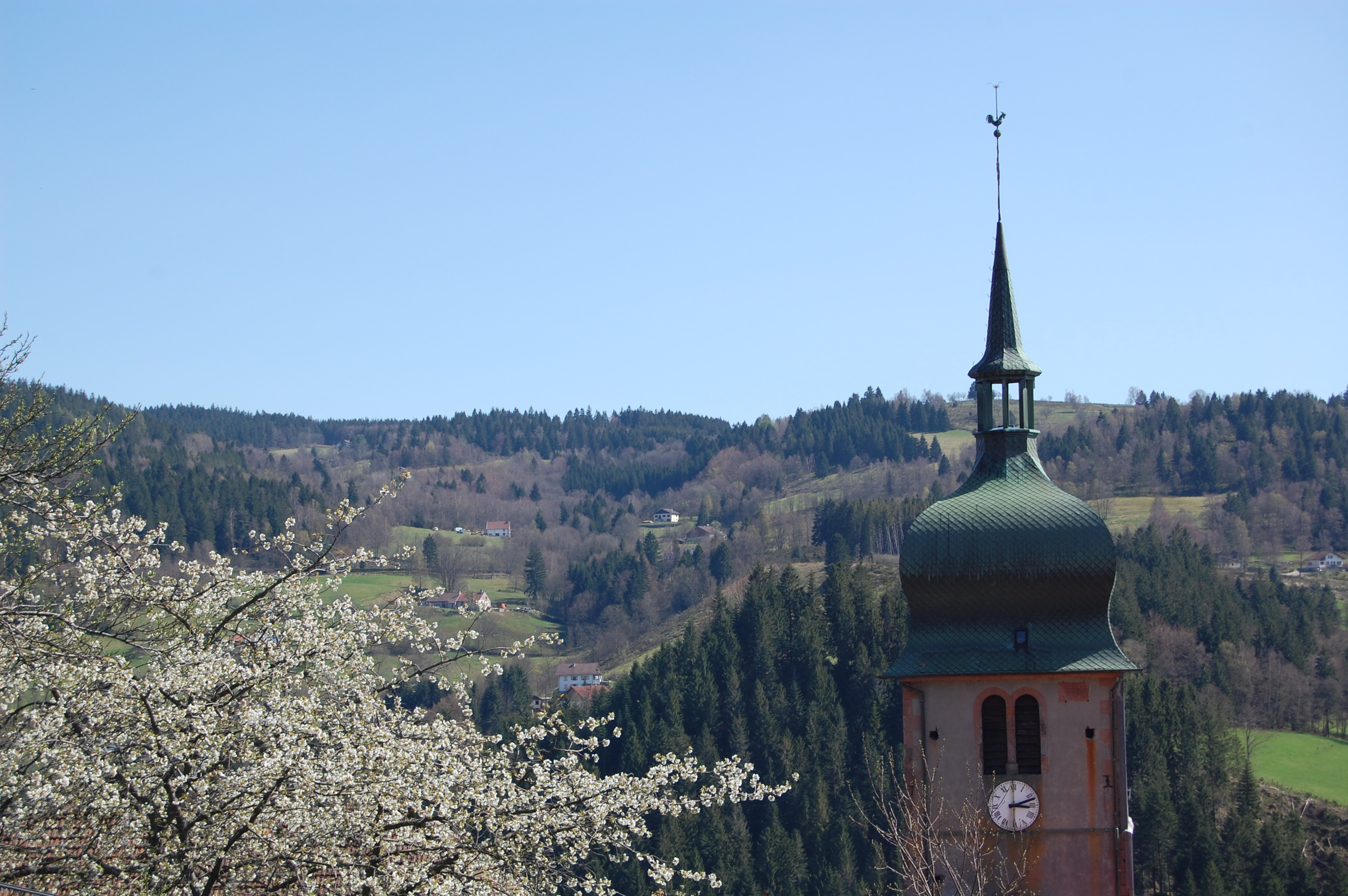
Clocher de l'église Saint-Joseph.
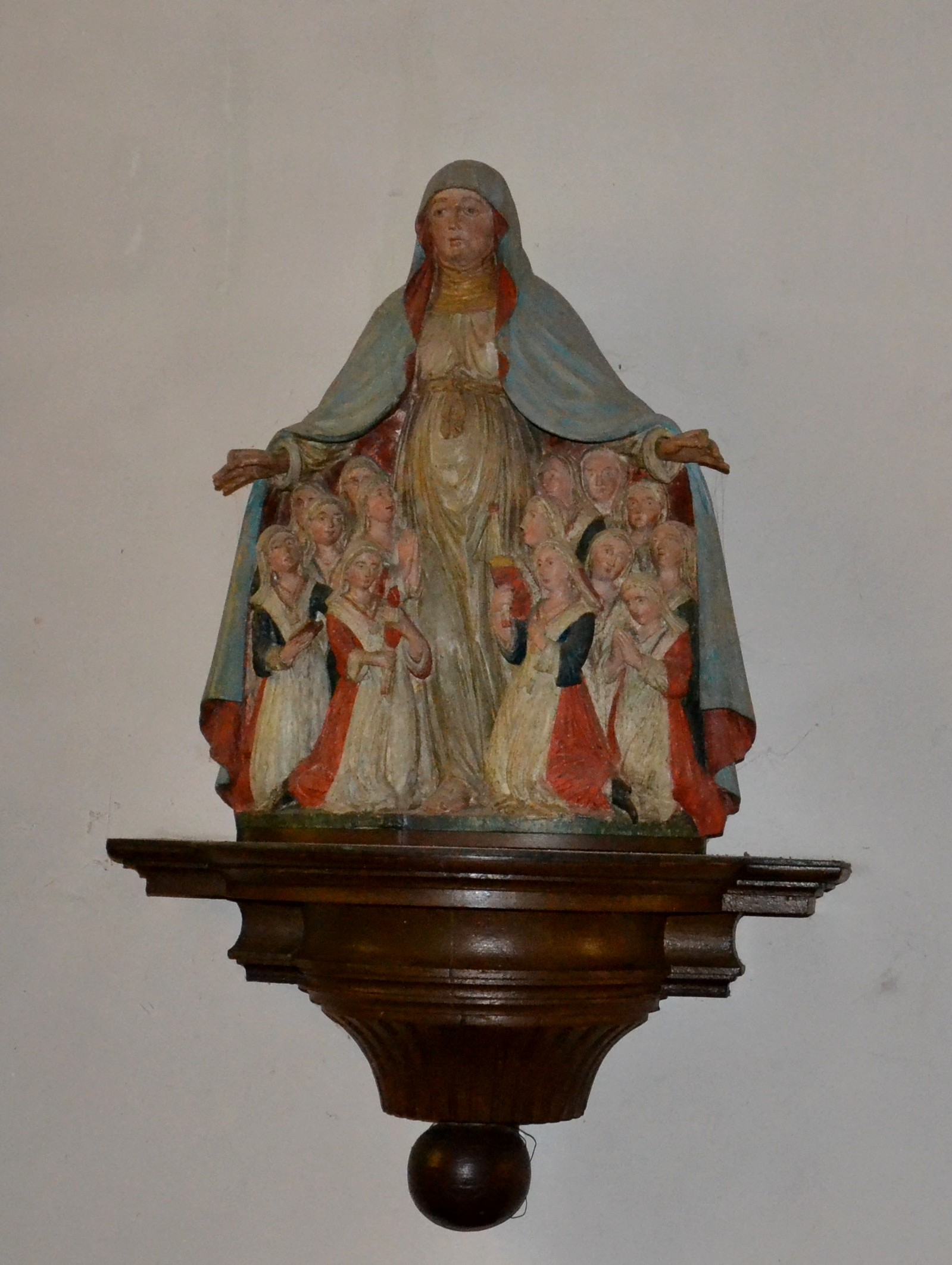
Vierge au manteau.
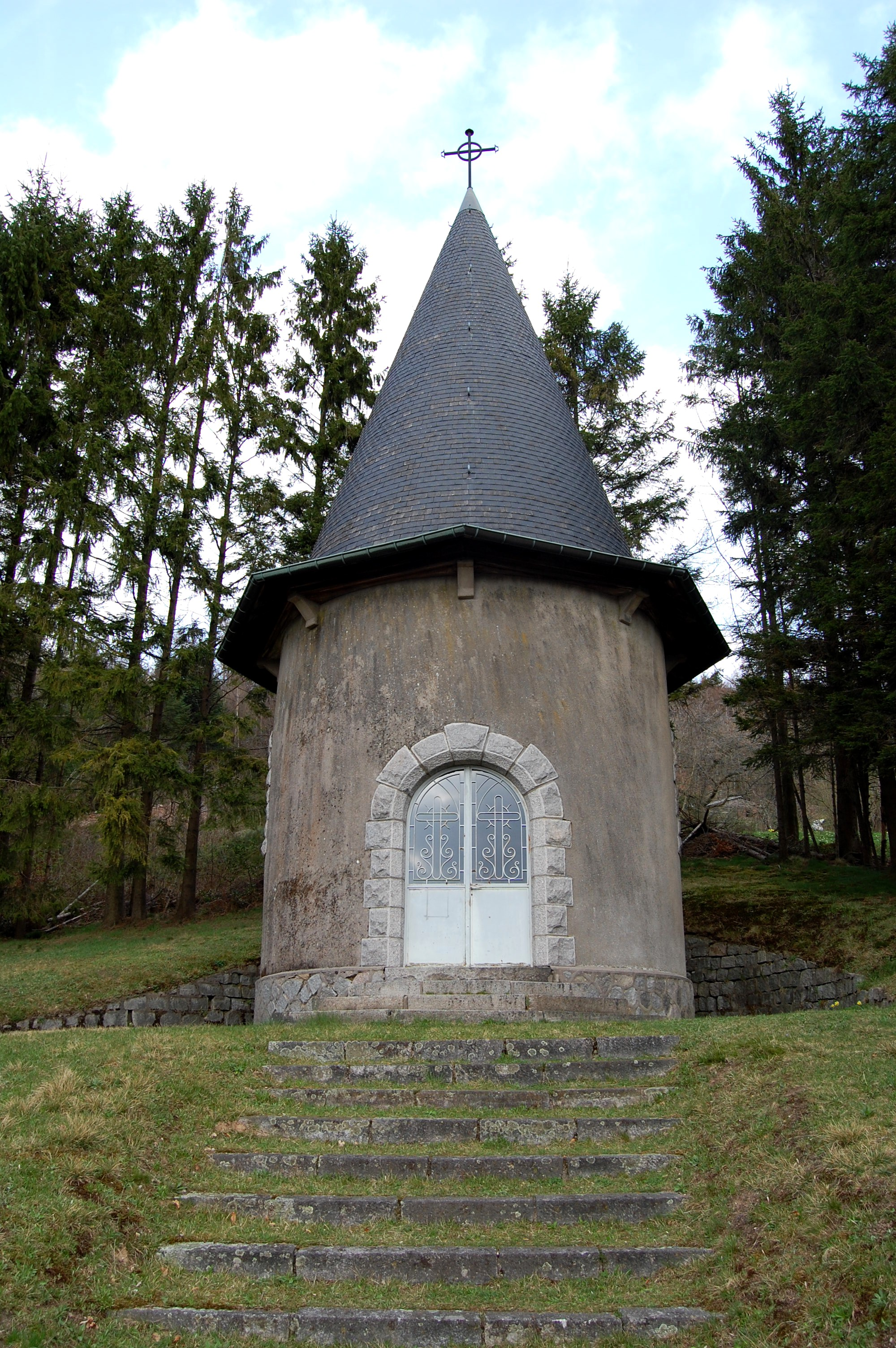
Chapelle.

#### Sites naturels
Le Tholy est l'une des quinze étapes de la Route verte. La Route Verte (« Grüne Strasse » en allemand) est un itinéraire touristique franco-allemand qui relie les Vosges, l’Alsace et la Forêt-Noire, de Contrexéville à Titisee-Neustadt en passant par Vittel, Épinal et Le Tholy. Elle a été créée en 1961 sous l’impulsion de Joseph Rey, maire de Colmar, afin de favoriser la réconciliation franco-allemande.
- La Pierre du Chaud Costet ou Pierre Charlemagne est un énorme bloc de granit porphyroïde, vestige de l'ère glaciaire[76].
- Les Grandes Roches qui sont le point culminant de la commune[77].
- La Grande Cascade de Tendon, située sur la limite Le Tholy-Tendon[78]. En aval, se trouve la Petite Cascade de Tendon.
- Le Trou de l'Enfer est une gorge parcourue par le ruisseau le Barba[79].
- Les Roches de la Moulure, situées à Tendon[80].
- La cascade de la Pissoire, située au Haut du Tôt sur la commune de Vagney[81].

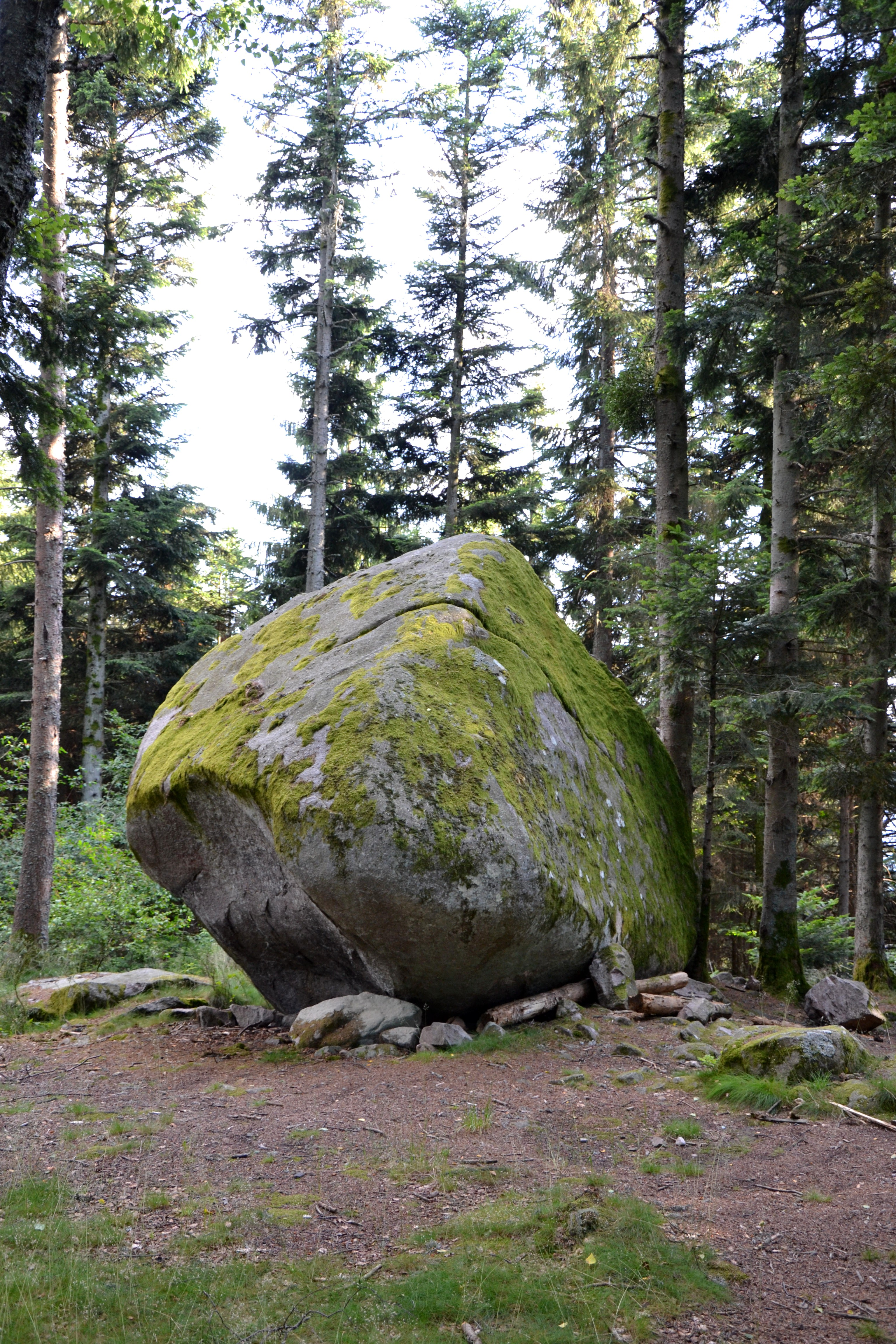
La Pierre du Chaud Costet.
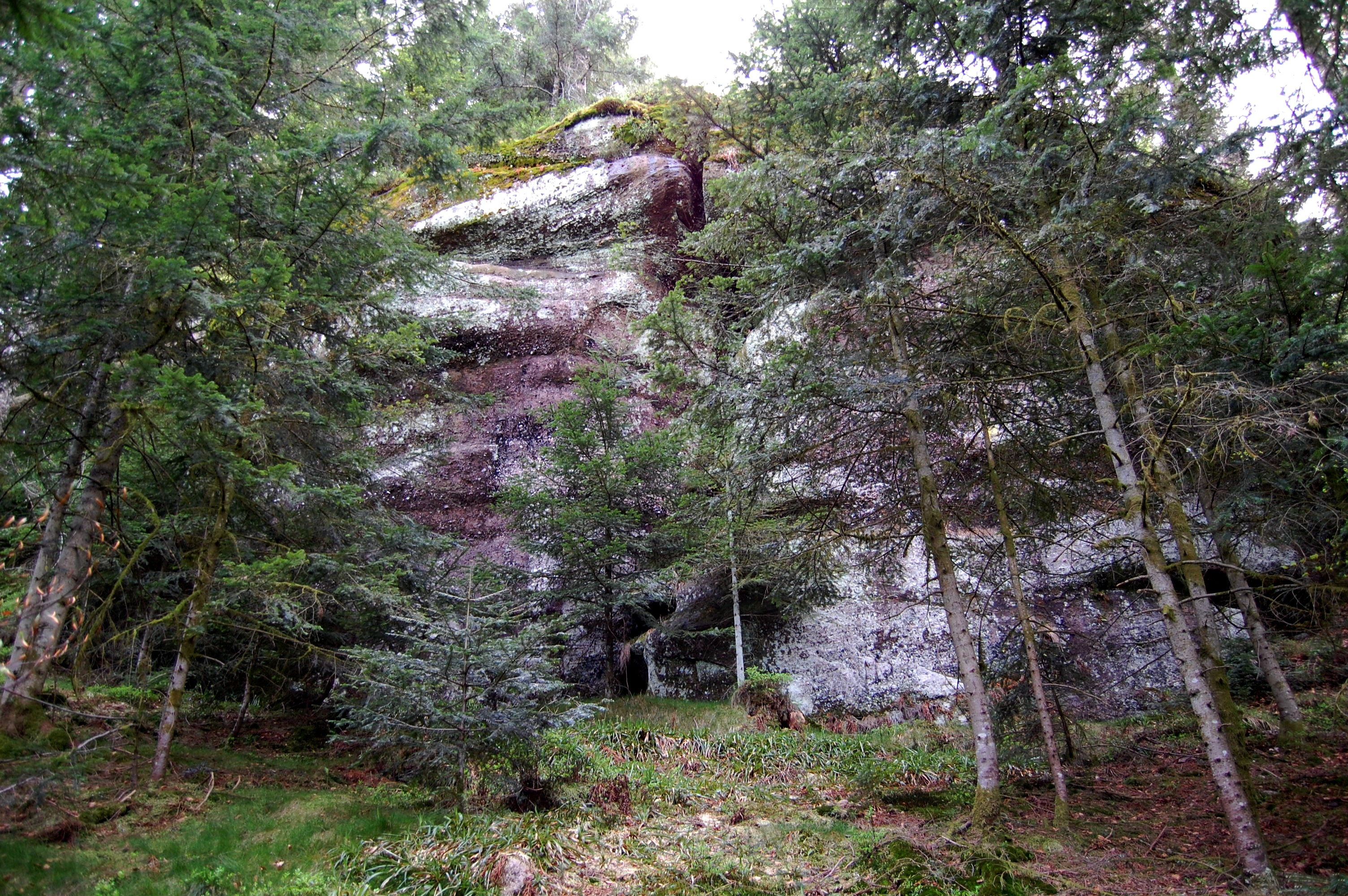
Les Grandes Roches.
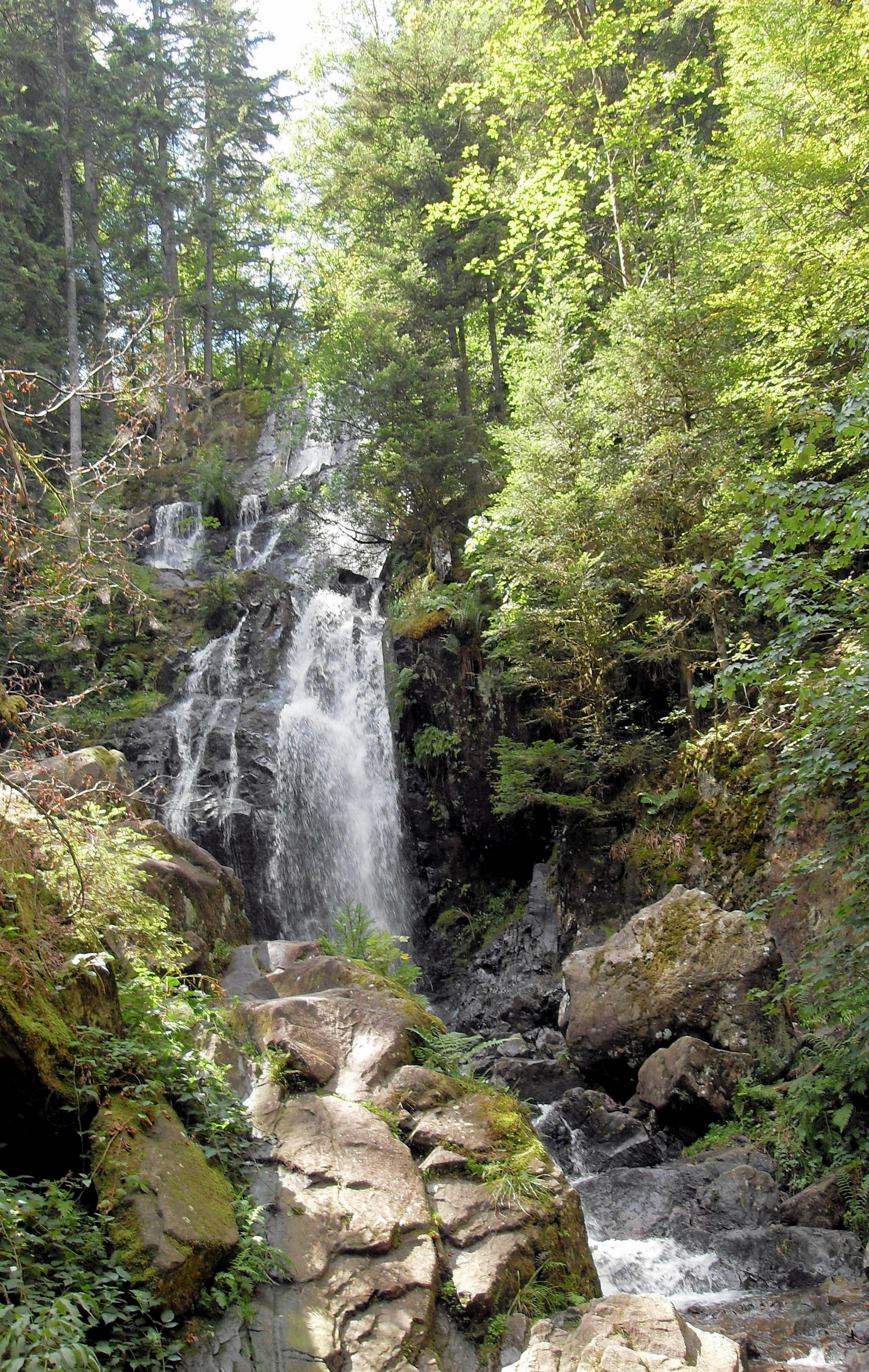
La Grande Cascade de Tendon.
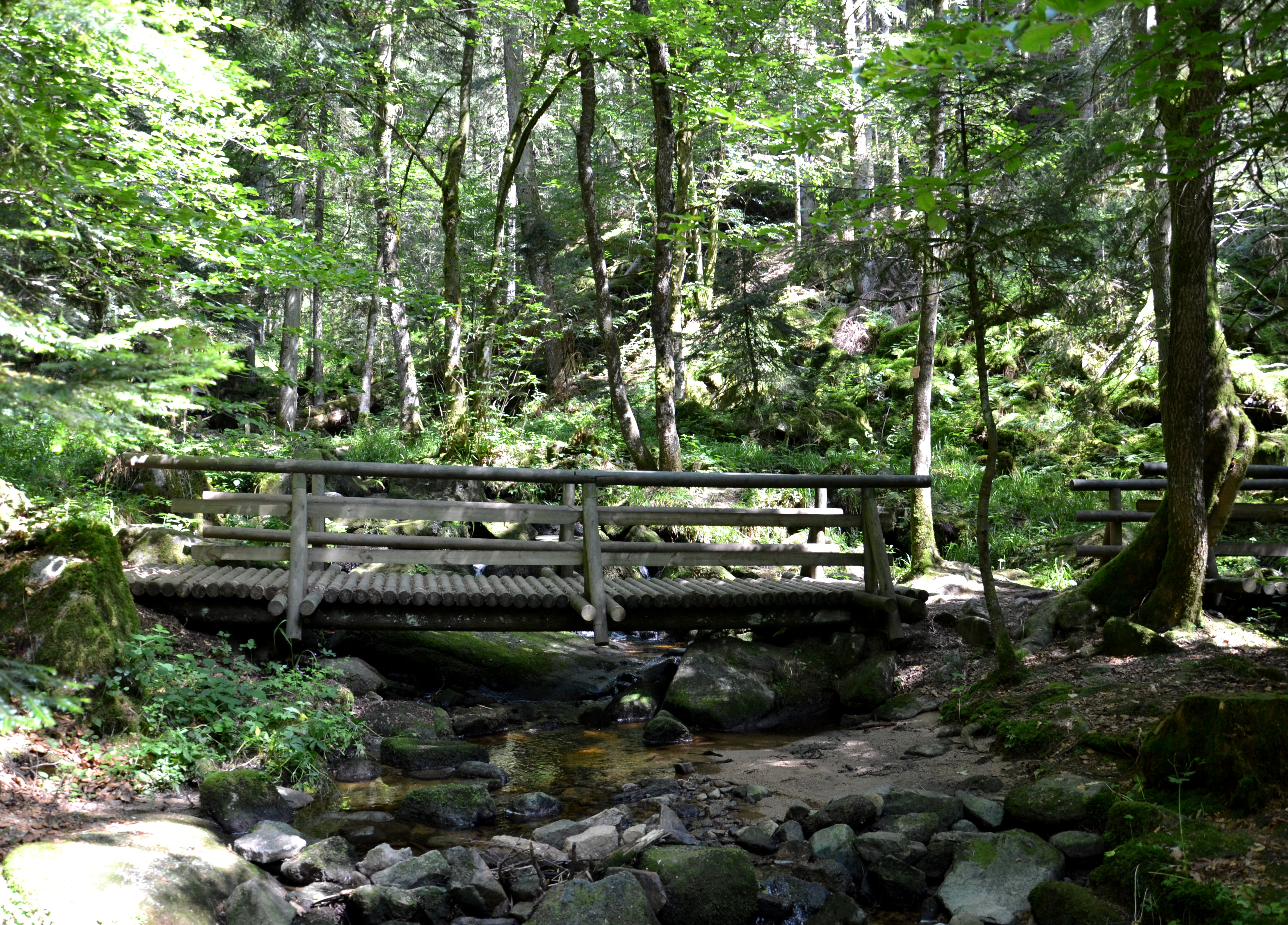
Le Trou de l'Enfer.
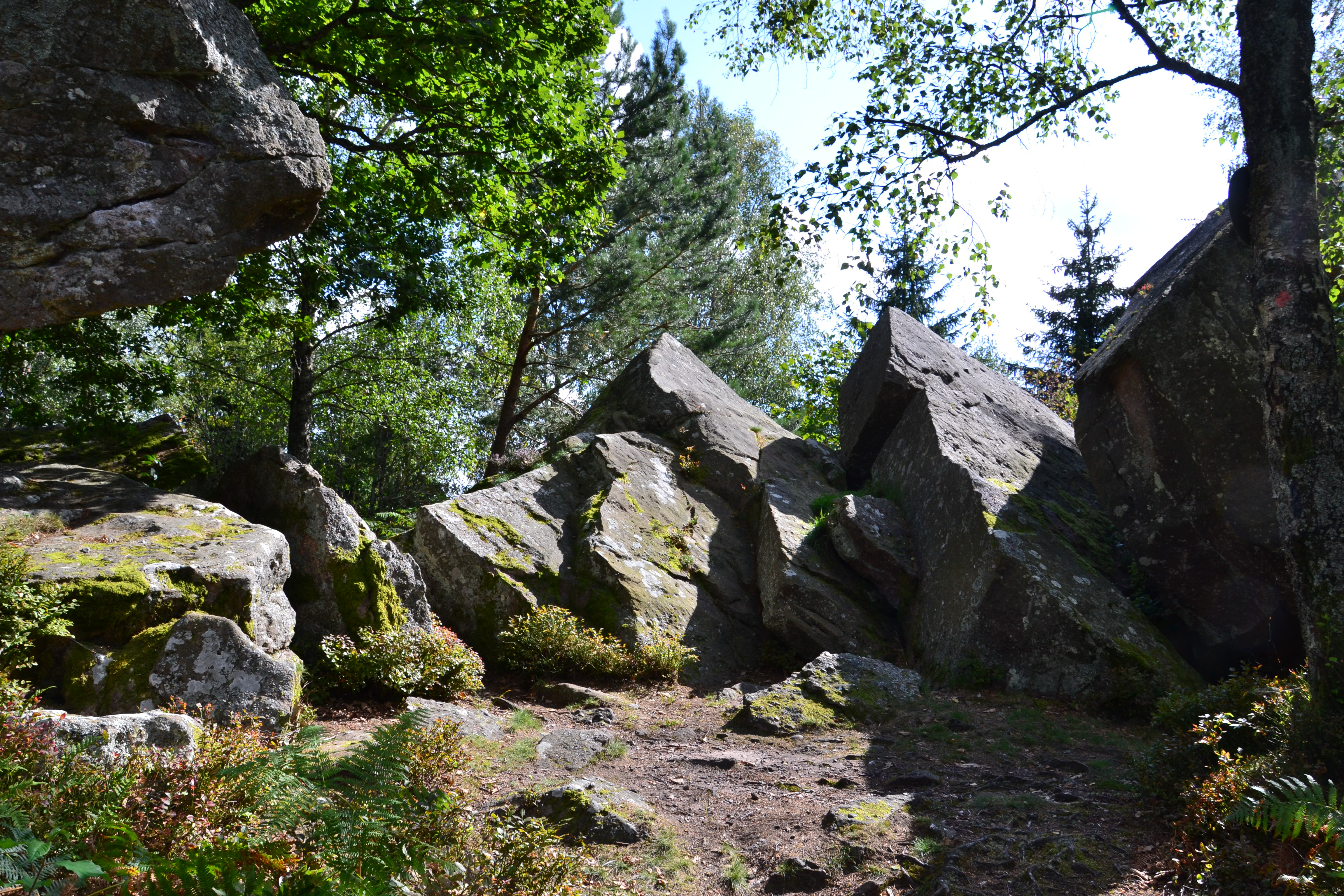
Les Roches de la Moulure.
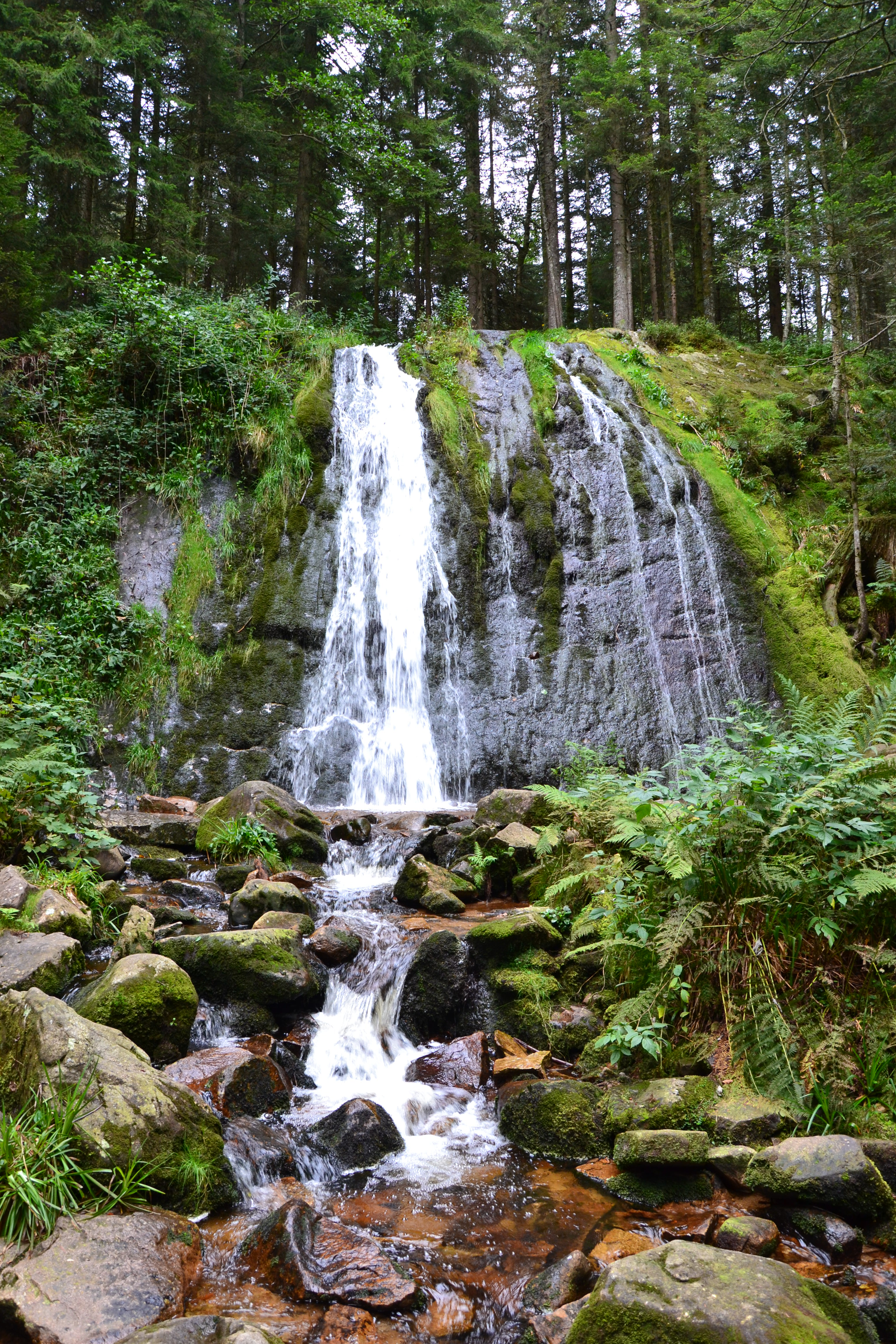
La Cascade de la Pissoire.

### Héraldique
| Blason | Blasonnement : De gueules à l'église paroissiale du Tholy d'argent ajourée de sable, posée en fasce sur une montagne d'or mouvant d'une forêt de neuf sapins de sinople plantée sur une terrasse du même. Cette terrasse est chargée de deux burelles d'argent, brochant sur les burelles un besan d'or chargé d'un tau fleuronné d'azur, accosté de quatre billettes de gueules. L'écu est chargé au franc canton dextre d'un écusson d'or à la bande de gueules chargée de trois alérions d'argent et au franc canton senestre d'un écusson de gueules au chevron d'or accompagné de six billettes de même, quatre en chef ordonnées en chevron et deux en pointe. Commentaires : Ce blason, particulièrement chargé, est l'œuvre du peintre Pierre-Dié Mallet (1895-1976), oblat bénédictin. Les écus sont ceux de la Lorraine et de la famille Virion de Nibles. Les meubles en terrasse évoquent les draps blanchis sur les prés, la fabrication de tuiles et l'industrie fromagère. |

### Personnalités liées à la commune
- Saint Pierre Fourier (1565-1640) : religieux catholique lorrain fondateur du Tholy.
- Amélia Emma Louise Kolb dite Jacqueline (1891-1967) : épouse de Guillaume Apollinaire, née au Tholy le 26 septembre 1891[83]. Guillaume Apollinaire lui a dédié le poème La Jolie Rousse.
- Nicolas Boulay, facteur d'orgues[84] formé à Strasbourg chez Joseph Waltrin, installé en 1750 à Herrlisheim[85].
- Jean Claude Gérard, industriel, qui a notamment créé en 1950 le célèbre fromage Géramont[86].

## Pour approfondir